# 스페인 내전
스페인 내전(스페인어: Guerra Civil Española 게라 시빌 에스파뇰라[*])은 1936년부터 1939년까지 마누엘 아사냐가 이끄는 좌익 성향의 인민전선 정부와 프란시스코 프랑코가 이끄는 우익 성향의 쿠데타 세력 사이에 벌어졌던 스페인의 내전이다. 당대 이념들의 격전장이자 제2차 세계대전의 전주곡으로 평가된다.
전자는 공화파라고도 불리며, 당대 스페인의 민주주의, 반군국주의, 사회주의, 공산주의, 분리주의, 아나키즘, 공화주의 세력들이 참여하여 결성되었다. 한편 후자는 국민파라고 불리며 당대 스페인의 군국주의, 반동주의, 팔랑헤주의, 군주주의, 보수주의, 전통주의 세력들이 참여하여 결성되었다. 혼란의 소용돌이에 빠져있던 국제정세 가운데서, 스페인 내전은 계급투쟁 및 종교전쟁적인 성격과 함께 군사독재와 공화주의, 혁명과 반혁명, 파시즘과 공산주의 간의 투쟁이라는 당대의 불안요소들을 확연히 드러냈다. 그 결과 전 세계적으로 평화주의가 쇠퇴하고 또 다른 세계대전이 임박했으며, 전쟁을 치를 가치가 있다는 인식이 커져갔다.
1936년 7월 호세 산후르호와 에밀리오 몰라를 주축으로 한 군부 세력(이후의 국민파)이 CEDA을 포함한 여러 우익 정당들, 왕정복고세력, 종교적 보수세력, 그리고 파시즘 성향의 팔랑헤당과 함께 쿠데타를 일으켰다. 쿠데타는 실패로 돌아갔고 반란 세력은 직후 모로코, 팜플로나, 부르고스, 사라고사, 바야돌리드, 카디스, 코르도바, 말라가, 세비야를 장악하는 데에는 성공하였으나 마드리드나 바르셀로나와 같은 주요 대도시들의 통제권은 얻지 못하였으므로 곧 공화국 정부(이후의 공화파)의 반격에 직면하게 되어 이것이 곧 내전으로 발전하였다.
내전은 당시의 혼란한 상황과 맞물려 국제적으로 다른 나라들의 관심을 끌게 되었다. 국민파는 나치 독일과 파시스트 이탈리아로부터 군수품, 병력, 항공 지원을 받았고 공화파는 소련과 멕시코로부터 물자와 무기 지원을 받았다. 한편 영국, 프랑스, 미국 등 대부분의 나라들은 공화파 정부를 인정하였으나 내전에 직간접적으로 개입하지는 않았다. 그럼에도 불구하고 여러 나라에서 자발적으로 온 수만 명의 사람들이 국제여단에 참여하여 공화파 편으로 참전하여 국민파에 맞서 싸웠다. 한편 국민파에서는 초기 지도자였던 호세 산후르호와 에밀리오 몰라가 잇달아 사망하고 이들을 대신하여 프란시스코 프랑코가 새로운 지도자로 부상하였다. 그의 카리스마와 지휘에 힙입어, 국민파는 1937년 스페인 북부의 해안선 대부분을 점령하는 동시에 남부와 서부 전선에서 계속 진격했고 마침내는 1938~1939년 사이에 마드리드를 포위하여 공화파의 통제지역을 단절시키는 데에 성공했다. 1939년 1월에는 바르셀로나가 함락되었고 국민파 정권은 그 다음달에 프랑스와 영국에게 공식 정부로서 승인을 받아내었다. 상황이 이렇게 되자 공화파의 패망은 기정사실화되었고, 그와중에 공화파 내부에서는 공산주의 세력들의 영향력이 점차 증가하여 파벌들 간에 갈등이 표면화되었다. 마침내 1939년 4월 1일에 공화파 정부가 항복을 선언하고 프란시스코 프랑코가 수도 마드리드로 입성하면서 내전은 끝이 났다. 패배한 공화파 인사들 일부는 타국으로 망명하였지만 대부분은 스페인에 남았고 그들은 곧 내전 직후에 들어선 프랑코의 군사독재 정권에 의해 대대적인 박해를 받았다. 약 3년 간의 내전 끝에 스페인 전역이 황폐화되었고 때문에 프랑코는 집권 기간 내내 전후 복구에 힘써야 했다.
스페인 내전으로 인한 사회경제적, 정치적인 변화는 가히 '혁명적'이라 묘사될 수 있으며 그때문에 일부 현대 역사가들은 이를 "스페인 혁명"이라 부르기도 한다. 좌파 정당들은 국민파에 맞서 싸우기 위해서 자체적으로 노동자 민병대를 결성하였으나 나중에 가서는 지역 차원에서 경제 문제를 해결하고 자신들의 문제를 해결하는 데에만 몰두하게 되었다. 특히 공화파의 몇몇 극좌 조직과 노동조합 단체 및 노동위원회(ex. CNT)는 농업과 산업의 집단화, 노동자 통제 및 노동자 자주경영과 같은 사회주의 원칙에 따라 경제 체제를 재편하기도 하였다.

## 배경

### 명예 혁명과 제1공화국의 탄생
18세기까지 영광의 시대를 보내던 스페인 제국은 19세기에 접어들자 전반적으로 쇠퇴하기 시작하였다. 특히 오랜 전쟁과 종교 재판의 지속으로 가톨릭 교회가 토지의 대부분을 독식하면서 빈부격차가 극에 달했고 이에 더해서 왕정에 반발하는 지역주의가 16세기 이래로 계속해서 발생하고 있었다. 이는 결국 일련의 도시 폭동과 중산층 및 군부 내의 자유주의 운동으로 이어졌고 마침내 1868년에 명예 혁명으로 인해 이사벨 2세가 축출되었다. 이후 이사벨 2세의 뒤를 이어 즉위한 아마데오 1세마저 1873년에 퇴위하자 스페인 역사상 최초의 공화정인 스페인 제1공화국이 수립되었다.
스페인 제1공화국은 분리주의 문제를 해결하기 위해 연방제를 표방하였으나, 이러한 정책은 오히려 스페인 내 각지역의 분리 독립 운동을 부추기는 결과를 낳았다. 쿠바에서 무장 독립투쟁이 발생하자 스페인 연방정부는 군대를 파견하여 이를 진압하도록 하였는데 이때문에 분리주의 운동과 더불어 갈등을 겪으면서 군부가 급격히 세력을 키우게 되었다. 정치적 불안정과 내부 갈등으로 점철된 끝에 위태위태하던 스페인 제1공화국의 민주주의는 1874년 1월 2일 마드리드의 군사총독이었던 마누엘 파비아 장군이 의회를 해산시키면서 막을 내렸다. 이로써 스페인 제1공화국은 군부 독재로 변질되었다. 한편 스페인 제1공화국의 집권 여당이었던 사회당은 미하일 바쿠닌에서 비롯한 아나키즘에 경도되어 있었다. 스페인 제1공화국이 해체된 이후에도 스페인의 주요 산업도시에 형성된 노동조합은 아나키즘의 영향 아래에 있었다. 한편 1897년 마르크스주의를 강령으로 하는 스페인 사회노동당이 결성되었다. 이후 러시아 혁명과 함께 마르크스주의를 비롯한 사회주의의 영향력도 증대하였다.

### 왕정 복고와 계급 갈등
스페인 제1공화국의 군부에서도 내분이 일어났다. 1874년 12월 19일 마르티네스 캄포스 장군이 이사벨 2세를 지지하던 각료에 대항하여 쿠데타를 일으켰고 보르본 왕조의 알폰소 12세를 국왕으로 추대하여 왕정복고가 이루어졌다. 알폰소 12세는 1876년 헌법을 제정하여 입헌군주제를 표방하였다.
왕정복고 이후에도 스페인의 내정은 계급간의 극심한 갈등과 상호 보복이 계속되었다. 극좌파들은 당시 스페인 사회의 주요 기득권층 가운데 하나였던 로마 가톨릭을 타도 대상인 지배계급으로 보아 교회를 파괴하였다. 경찰들은 노동자의 파업 투쟁을 무자비한 진압으로 봉쇄하고 가담자들을 고문하였다. 극좌파의 교회 공격은 점점 거칠어져 1909년 7월 알레한드로 레룩스를 지지하는 노동자 중의 일부가 교회를 불태우고 로마 가톨릭교회 수녀의 시신을 파내 뒤에서 껴안고 춤을 춤으로써 기독교의 존재와 윤리를 부정하는 사건이 일어나기에 이르렀다. 이 사건에 대한 지배계급들의 보복 역시 가혹하여 군대를 동원하여 수백명을 체포하였고 이 사건과 아무런 관계없는 사람들까지 처형시켰다.

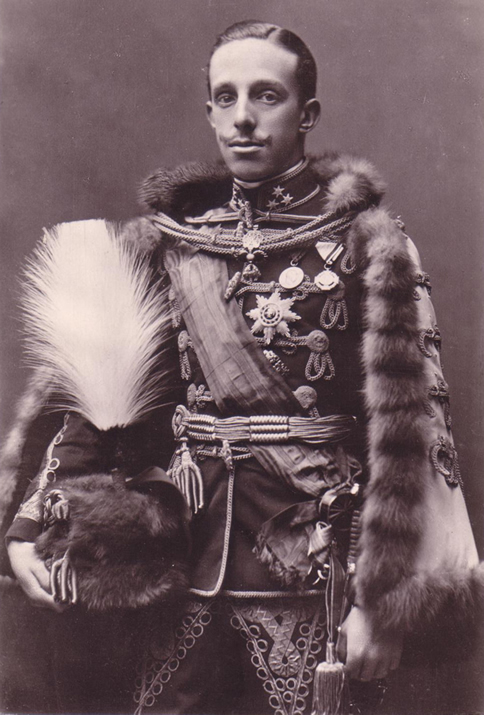
당시 스페인 국왕이었던 알폰소 13세

알폰소 12세의 유복자로 태어난 알폰소 13세는 16세가 된 1902년, 합스부르크 왕가 출신의 모후 마리아 크리스티나의 섭정에서 벗어나 친정을 시작하였다. 그는 "착한 정치가"였으나 스페인 내부의 극심한 갈등을 해결할 능력은 가지고 있지 않았다. 당시 전유럽이 제1차 세계 대전을 치루고 있는 동안 스페인은 중립을 지킴으로서 막대한 부를 손에 넣을 수 있었다. 그러나 이렇게 벌어들인 부의 대부분은 소수의 지배계급에 집중되었고 공평한 재분배가 이루어지지 않았다. 이로 인하여 도시와 농촌 지역 모두에서 계급 갈등이 격화되었고 이는 결국 1917년의 총파업 투쟁을 불러일으켰다. 여기서 아나르코생디칼리슴을 내건 전국노동총연맹(CNT)과 마르크스주의를 내건 노동자총연맹(UGT)이 주도한 이 파업투쟁은 결국 군대의 진압으로 막을 내렸다. 이 과정에서 노동자 수백명이 학살되었다.
1920년에 접어들자 스페인의 정세는 리프 전쟁에서의 고전과 알폰소 13세의 정치적 무능, 그리고 경제 불황으로 극심한 혼란에 빠져있었다.

### 군부독재
1923년 미구엘 프리모 데 리베라 장군이 극심한 사회 혼란을 이유로 쿠데타를 일으켰다. 그의 쿠데타는 지주, 교회, 부르주아와 같은 기존 기득권층의 전폭적인 지원을 받았다. 리베라는 스스로 총리가 되어 군사독재를 시작하였다. 그러나 1929년 전 세계를 강타한 대공황에 의해 경제 상황은 극도로 악화되었고 이로 인해 리베라는 군부의 지지를 잃어버려 스스로 사임할 수밖에 없었다.

### 제2공화국

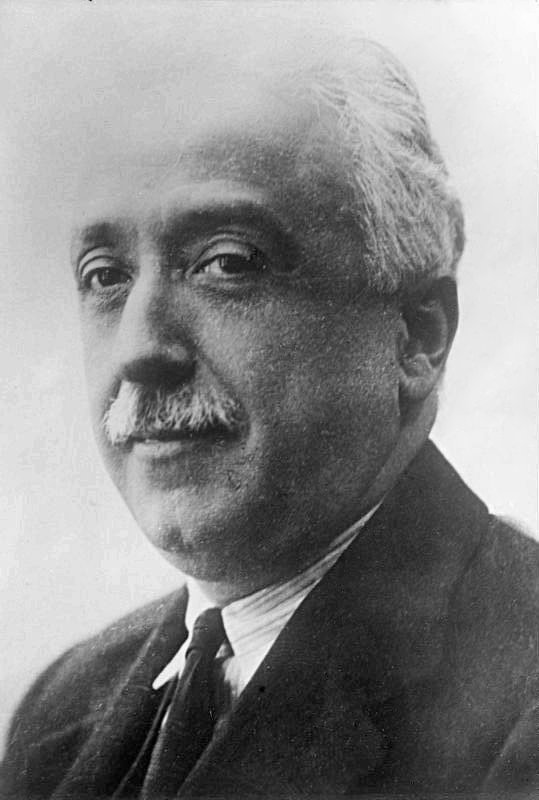
스페인 제2공화국의 첫번째 대통령인 니세토 알칼라사모라.

1930년 1월에 미구엘 프리모 데 리베라가 사임하자 스페인의 정국은 혼란에 빠진다. 그동안 함께 권력을 누렸던 왕당파와 군부는 반목하고 시민들은 민주주의를 요구하기 시작하였다. 특히 이 시기에 스페인의 주요 도시들에서는 군주제에 대한 지지가 별로 없었다. 한편에서는 군부의 쿠데타가 감지되는 가운데 다른 한편에서는 노동조합의 총파업이 예고되었다. 이에 1931년 알폰소 13세는 분노한 국민들의 목소리에 굴복하여 총선을 약속했으며, 그해 4월 12일에 이를 실제로 이행하였다. 총선의 결과 공화파가 압승을 거두었고, POSE나 자유공화당과 같은 좌파 계열의 정당들이 거의 모든 지방 주도를 장악하기에 이르자 4월 14일에 알폰소 13세가 퇴위한 뒤 프랑스로 망명하면서 스페인의 왕정은 다시 한번 붕괴되고 공화정이 들어섰다.
공화파 내부에는 사회주의, 공산주의와 같은 좌파 이외에도 온건 로마 가톨릭교도들과 같은 다양한 집단들이 있었는데, 이들의 공통적인 목표는 스페인에 민주공화국을 수립하는 것이었다. 온건 가톨릭교도이자 부르주아였던 니세토 알칼라사모라가 초대 대통령에 취임하였고, 마누엘 아사냐와 같은 사회주의자들이 정부에 참여하였다. 제2공화국의 헌법은 지방자치와 평화주의, 교회와 국가의 분리, 여성의 참정권 명시와 같은 내용을 담고 있었다. 이 시기의 공화국은 사회 각계각층의 폭넓은 지지를 받았다.

#### 좌파 정부 (1931년~1933년)
1931년 6월 선거에서 공화당과 사회주의노동자당은 다시 한번 승리를 거두었으며, 이에 힘입어 하루 8시간 노동제를 도입하고 농장의 노동자들에게 토지 소유권을 재분배하여 스페인 농촌 지역을 지원하려 노력하였다. 당시 스페인의 농장 노동자들은 유럽 내에서 생활 수준이 가장 열악하였고 빈곤에 시달렸기 때문에, 공화정부는 그들의 임금을 인상하고 노동 조건을 개선하는 데에 힘을 기울였으며 또한 토지 소유주들이 자신이 소유한 토지 이외의 지역에서 노동자를 고용하는 것을 금지하였다.
새롭게 설립된 노동 중재 위원회는 노동자들의 급여, 계약, 근무 시간을 규제하였으나 이는 고용주보다 노무자에게 유리한 것이었기에 지주들이 반혁명 조직과 지역의 과두 정치인들에게 눈을 돌리면서 계급 투쟁이 다시금 격화되었다. 파업, 직장 폐쇄, 방화, 강도 및 약탈, 노동 반대, 고용주 및 기계에 대한 공격이 점점 더 빈번해졌다.
마누엘 아사냐는 1931년 10월에 내각 총리로 임명되었다. 그해 12월에는 새롭게 개혁적이고 자유로우며 민주적인 헌법이 선포되었다. 여기에는 가톨릭 학교와 자선 단체를 폐지하는 등 교회의 광범위한 세속화를 저지하는 조항들이 포함되어 있어 일부 세력들의 반발이 있었다. 이 시점에서 제헌의회는 새로운 헌법을 승인하였었지만, 대중의 반대가 일어날 것을 우려하여 정기 선거를 연기함으로써 좌파 정부의 집권 기간을 2년 더 연장하였다. 공화정부는 국가의 근대화를 위해서 토지 재분배를 주요 내용으로 하는 여러 개혁 정책을 실시하였으나, 지주들과 가톨릭 교회의 저항으로 개혁은 지지부진하였으며 대공황으로 양극화가 심화되어 계급갈등이 심각한 상황에서 무정부주의와 파시즘 등의 극단주의가 대두되어 사회는 극도로 불안정하였다. 1932년에 정부는 예수회를 금지시키고 성직자들의 재산을 몰수하였으며, 카탈루냐에는 지방 의회와 자체적인 정부 수반을 가지는 광범위한 자치권을 부여하였다.
1932년까지 스페인 내 2,400만 명의 인구 가운데 0.97%의 지주가 농경지의 42%를, 그 다음에 2%가 65%를 소유하였다. 1932년에 공화정부에 의해 일부 농지개혁이 행해지기는 하였으나 단 90,000헥타르, 그것도 비경작지만 분배되었을 뿐이었고 오히려 보수 세력과 중도 세력의 급격한 반발만 초래하였다. 전통적으로 스페인 정계에 강력한 영향력을 발휘했던 스페인 군부도 공화정부의 군대 개혁 노선에 반발하여 급격히 우경화되었으며 1932년에는 호세 산후르호 장군을 필두로 쿠데타를 일으키려고 하였으나 사전에 발각되어 실패하는 사건도 있었다.
상황이 이렇게 되자 아사냐 내각은 좌파와 우파 모두에게 비난받기에 이르렀고 결국 1933년 11월 총선에서는 우파가 승리를 거두었다.

#### 우파 정부 (1933년~1936년)
상술했듯이 1933년 11월 총선에서는 우파 정당들이 승리했는데 이는 토지 개혁의 지지부진한 성과, 아나키즘에 대한 탄압과 학살, 스페인 자치우익연합(일명 CEDA)의 창당으로 인하여 대중들의 현 정부에 대한 불만 증가도 있었고 여성들이 대거 정치에 참여하여 중도우파에 표를 던진것도 있었지만 공화정부 내에서 정치적 노선의 차이로 인해 공화파, 급진파, 사회주의자들의 연대가 해체된 것이 가장 결정적인 원인이었다. 우파가 승리하자 좌파 당원들은 니세토 알칼라사모라 대통령에게 선거 결과를 취소하자고 건의했지만 이는 받아들여지지 않았다. 대신에 그는 CEDA가 왕정복고 세력들과 연대할 것을 우려하여 당수 호세 마리아 힐로블레스를 정부에 참여시키는 것을 거부하고 헌법 개정을 제안했으며, 급진 공화당(RP)의 알레한드로 레룩스를 대신 초대하였다.
급진당과 CEDA의 연정은 가격 제한제를 폐지하고, 국가의 특혜와 독점을 판매하고, 토지 개혁을 철페하는 등 이전 아사냐 정부가 실시한 각종 개혁정책을 모조리 후퇴시켰다. 농업 계획은 암묵적으로 시행되지도 않았다. 이로 인하여 급진주의자들은 더욱 공격적으로 변했고, 보수주의자들은 준군사적이고 자경적인 행동에 눈을 돌리기 시작했다.
1933년 11월 이후의 소위 '검은 비엔날레'라고 불리는 일련의 사건들은 내전의 가능성을 더욱 높혔다. 알레한드로 레룩스는 1932년 8월에 호세 산후르호 및 기타 쿠데타 시도 세력에 대한 사면을 단행했다. 일부 왕정복고파들은 자신들의 목표를 달성하기 위해서 당시 파시스트 극우 민족주의자였던 호세 안토니오 프리모 데 리베라의 정당 팔랑헤당에 합류하기도 하였다. 거리에서는 공공연히 폭력 사태가 발생하였고, 불안은 점점 증가하여 평화적인 민주적 수단보다 급진적인 격변을 향한 움직임이 대두되기 시작했다. 1933년 12월에 CEDA의 승리에 반발하여 아나키스트들이 소규모 반동을 일으켰으나 곧바로 진압당하여 약 100여 명이 사망하는 사건이 일어났다. 1년 간의 압력 끝에 CEDA는 3개의 좌파 정당들을 강제로 억누르는 데에는 성공했으나, 그러자 사회주의자들(PSOE)와 공산주의자들은 9개월 동안 준비해 온 반란을 실행에 옮겼다.
반란은 곧 1934년 혁명으로 알려진 유혈 봉기로 발전하였다. 무장한 혁명가들은 아스투리아스주 전역을 점령하여 수많은 경찰, 성직자, 민간인들을 살해하고 교회, 회당, 오비에도 대학 등 각종 종교 건축물들을 파괴하였다. 점령 지역의 반군들은 '노동자들을 위한 혁명'을 선포하고 기존의 화폐를 폐지하였다. 그렇지만 반란은 정부가 스페인령 모로코의 무어인 식민군대 및 해군과 육군 병력을 이끌고 오자 2주 만에 진압되었다. 그날에 마누엘 아사냐는 바르셀로나에 있었는데, 우파 정부는 그를 반란에 연루시키려 시도했고 반란 공모 혐의로 체포되어 기소하였다. 1935년 1월, 무죄가 입증되어 아사냐는 석방되었다.
이 반란으로 인해 아나키스트들과 좌파 사회주의자들에 대한 두려움ㅡ 이른바 '적색 공포'가 우익 세력들 사이에 퍼지기 시작했다. 스페인의 역사학자 살바도르 데 마다리아가는 좌파의 반란 참여에 대해 날카로운 비판을 가했다. "1934년의 반란은 용서할 수 없는 것이다. 호세 마리아 힐로블레스가 스페인에 파시즘을 확립하기 위해서 헌법을 파괴하려 했다는 좌파의 주장은 동시에 위선적이고 거짓이었다. 1934년의 반란으로 스페인 좌파는 1936년의 반란을 비난할 도덕적 권위의 그림자조차 잃게 되었다."
1935년 토지 개혁이 완전히 철회되면서 스페인 중부 및 남부 시골 지역의 노동자들은 추방, 해고 등의 부당한 대우를 당했고 그와 함께 지주들은 농장의 노동자와 사회주의자에 대한 노골적인 폭력을 포함하여 '진정으로 잔인한 행동'을 하여 여럿을 사망에 이르게 했다. 한 역사학자는 스페인 남부 시골에서의 우익들의 행동이 좌ㆍ우익간 증오의 주요 원인 중 하나였고, 어쩌면 남북 갈등 또한 그것 중 하나라고 말하기도 하였다. 지주들은 노동자들의 식사 시간에 "배가 고프면 공화국을 먹으러 가라!"고 말하면서 조롱을 서슴치 않았다. 기업에서는 좌파 노동자들이 대거 해고되고 노동조합과 사회주의 무장 세력들이 곧장 투옥되었으며, 임금은 "기아의 급여"라는 말과 함께 삭감되었다.
군대를 동원한 무자비한 노조 운동 탄압, 개혁 정책의 후퇴와 더불어 정치 스캔들이 터지자 우익 정부에 대한 지지율은 급격하게 떨어지기 시작했다. 이전부터 레룩스를 중심으로 한 급진 공화당-CEDA 연립정권을 마음에 들지 않아했고, 그 자신도 극우가 아닌 중도우파 성향이었던 대통령 니세토 알칼라사모라는 더 이상 전망이 없는 중도우파-우파 연정을 내치고 반공, 반 CEDA 중도세력을 결집시키고자 인기만 많았던 레룩스 내각을 대통령 권한으로 강제 붕괴시킨 다음에 중도파인 마누엘 포르텔라 바야다레스를 총리로 내세우면서 의회를 해산하고 총선을 실시하기로 결정했다.

#### 1936년 스페인 총선거
| “ | 바티칸 파시즘은 당신에게 일을 제공하고 굶주림을 가져왔습니다; 평화를 주고 5,000개의 무덤을 가져왔습니다; 질서를 주고 교수대를 올렸습니다. 그러나 인민 전선은 오직 빵, 평화, 자유만을 가져다 줄 것입니다! | ” |
|   | — 인민 전선의 포스터 문구 중 하나 |   |

1936년 총선의 선거 연합은 다음과 같았다.
- 인민전선 (Frente Popular: 좌파 연합)
  - 프란시스코 라르고 카바예로가 이끄는 사회주의 성향의 스페인 사회주의노동자당(약칭 PSOE)
  - 마누엘 아사냐가 이끈 사회자유주의 성향의 공화좌파당(약칭 IR)
  - 디에고 마르티네스 바리오가 이끈 사회자유주의 성향의 공화연맹(약칭 UR)
  - 호세 디아스, 돌로레스 이바루리가 이끄는 스탈린주의 성향의 스페인 공산당(약칭 PCE)
  - 안드레우 닌이 이끈 마르크스주의 성향의 마르크스주의 통일노동자당(약칭 POUM)
- 반혁명 국민전선(Frente Nacional Contrarrevolucionario: 우파)
  - 호세 마리아 힐로블레스가 이끈 가톨릭 보수주의 성향의 스페인 자치우익연합(약칭 CEDA)
  - 이하의 정당들은 일부가 CEDA와 협력했다.
    - 민주중도당(PCD/PCNR)의 일부 협력 분파(CEDA-PCNR)
    - 급진공화당(PRR)의 일부 협력 분파(CEDA-PRR)
    - 진보공화당(PRP)의 일부 협력 분파(CEDA-PRP)
    - 보수공화당(PRC)의 일부 협력 분파(CEDA-PRC)
    - 자유민주공화당(CEDA-PRLD)

  - 스페인 농업당(약칭 PAE)
- 비동맹(중도~중도우파 및 지역주의자)
  - 중도주의 성향의 민주중도당(약칭 PCD)
  - 바스크 지역주의 성향의 바스크 국민당(EAJ-PNV): 바스크 지역주의가 주요 당론인 지역주의 정당이었으나 성향으로 따지자면 보수주의에 가까웠다.
  - 카탈루냐 지역주의 성향의 카탈루냐 연맹(LR): 좌파 성향의 다른 카탈루냐 지역주의 정당들과는 다르게 보수우익 성향이었다.
  - 알레한드로 레룩스가 이끈 보수자유주의 성향의 급진공화당(약칭 PRR)
  - 니세토 알칼라사모라가 이끈 보수자유주의 성향의 진보공화당(약칭 PRP)
  - 미겔 마우라가 이끈 보수자유주의 성향의 보수공화당(PRC)
- 그 외
  - 호세 안토니오 프리모 데 리베라가 이끈 파시즘 팔랑헤주의 성향의 국민생디칼리슴 공세평의회 에스파냐 팔랑헤(Falange Española de las Juntas de Ofensiva Nacional-Sindicalista)[주 27]
  - 전국노동총연맹(약칭 CNT) 등의 아나키스트주의자들[주 28]

|                                                                                |                                                 |                                                 |                                     |                                     |           |   |
| 소속                                                                           | 소속                                            | 정당                                            | 정당                                | 약칭                                | 확보 의석 |   |
| 소속                                                                           | 소속                                            | 정당                                            | 정당                                | 약칭                                | 확보 의석 | - |
| 인민전선                                                                       |                                                 |                                                 |                                     |                                     | 확보 의석 |   |
|                                                                                | 스페인 사회주의노동자당                         | PSOE                                            | 99 / 473                            |                                     |           |   |
|                                                                                | 공화좌파당                                      | IR                                              | 87 / 473                            |                                     |           |   |
|                                                                                | 공화연합당                                      | UR                                              | 37 / 473                            |                                     |           |   |
|                                                                                | 카탈루냐 공화좌파당                             | ERC                                             | 21 / 473                            |                                     |           |   |
|                                                                                | 스페인 공산당                                   | PCE                                             | 17 / 473                            |                                     |           |   |
|                                                                                | 카탈루냐 행동 EC                                | ACR                                             | 5 / 473                             |                                     |           |   |
|                                                                                | 카탈루냐 사회주의 연합당 EC                     | USC                                             | 4 / 473                             |                                     |           |   |
|                                                                                | 갈리시아주의당 IR                               | PG                                              | 3 / 473                             |                                     |           |   |
|                                                                                | 연방민주공화당                                  | PRD Fed.                                        | 2 / 473                             |                                     |           |   |
|                                                                                | 라바사이레스 연합EC                             | UdR                                             | 2 / 473                             |                                     |           |   |
|                                                                                | 국민공화좌파당 EC                               | PNRE                                            | 2 / 473                             |                                     |           |   |
|                                                                                | 발렌시아 좌파 EC                                | EV                                              | 1 / 473                             |                                     |           |   |
|                                                                                | 생디칼리스트당                                  |                                                 | 1 / 473                             |                                     |           |   |
|                                                                                | 독립생디칼리스트당                              | PSI                                             | 1 / 473                             |                                     |           |   |
|                                                                                | 마르크스주의통일노동자당                        | POUM                                            | 1 / 473                             |                                     |           |   |
|                                                                                | 카탈루냐 프롤레타리아당                         | PCP                                             | 1 / 473                             |                                     |           |   |
|                                                                                | 독립 공화당 (좌파)                              |                                                 | 3 / 473                             |                                     |           |   |
|                                                                                | 사회주의 독립당                                 |                                                 | 0 / 473                             |                                     |           |   |
| 인민전선 총 득표수: 4,451,300표 (47.03%)                                       | 인민전선 총 득표수: 4,451,300표 (47.03%)        | 인민전선 총 득표수: 4,451,300표 (47.03%)        | 286 / 473                           |                                     |           |   |
| 비동맹                                                                         | 중도정당                                        |                                                 |                                     |                                     |           |   |
| 비동맹                                                                         | 중도정당                                        |                                                 | 민주중앙당                          | PCD                                 | 17 / 473  |   |
| 비동맹                                                                         | 중도정당                                        |                                                 | 진보공화당 R                        | PRC                                 | 6 / 473   |   |
| 비동맹                                                                         | 중도정당                                        |                                                 | 급진공화당                          | PRR                                 | 5 / 473   |   |
| 비동맹                                                                         | 중도정당                                        |                                                 | 보수공화당 R                        | PRC                                 | 3 / 473   |   |
| 비동맹                                                                         | 중도정당                                        |                                                 | 자유민주공화당 BN                   | PRLD                                | 2 / 473   |   |
| 비동맹                                                                         | 중도정당                                        |                                                 | 무소속 공화당                       |                                     | 4 / 473   |   |
| 비동맹                                                                         | 바스크 지역주의                                 |                                                 | 바스크 국민당                       | PNV                                 | 9 / 473   |   |
| 비동맹                                                                         | 바스크 지역주의                                 |                                                 | 바스크 사회기독교당                 |                                     | 1 / 473   |   |
| 비동맹                                                                         | 바스크 지역주의                                 | 비동맹 총 득표수: 648,300표 (6.49%)             | 비동맹 총 득표수: 648,300표 (6.49%) | 비동맹 총 득표수: 648,300표 (6.49%) | 46 / 473  |   |
| 반혁명 국민전선 (우익)                                                         |                                                 |                                                 |                                     |                                     |           |   |
|                                                                                | 스페인 자치우익연합당                           | CEDA                                            | 88 / 473                            |                                     |           |   |
|                                                                                | 스페인 혁신당                                   | RE                                              | 12 / 473                            |                                     |           |   |
|                                                                                | 카탈루냐 연맹                                   | LC                                              | 12 / 473                            |                                     |           |   |
|                                                                                | 스페인 농업당                                   | PAE                                             | 10 / 473                            |                                     |           |   |
|                                                                                | 전통적 교우회                                   | CT                                              | 9 / 473                             |                                     |           |   |
|                                                                                | 독립 군주제당                                   |                                                 | 2 / 473                             |                                     |           |   |
|                                                                                | 스페인 국민당 BN                                | PNE                                             | 2 / 473                             |                                     |           |   |
|                                                                                | 메소크라타당                                    |                                                 | 1 / 473                             |                                     |           |   |
|                                                                                | 마요르카 지역주의당                             | PRM                                             | 1 / 473                             |                                     |           |   |
|                                                                                | 가톨릭당                                        |                                                 | 1 / 473                             |                                     |           |   |
|                                                                                | 독립우파당                                      |                                                 | 4 / 473                             |                                     |           |   |
| 반혁명 국민전선 총 득표수: 4,375,800표 (46.48%)                                | 반혁명 국민전선 총 득표수: 4,375,800표 (46.48%) | 반혁명 국민전선 총 득표수: 4,375,800표 (46.48%) | 141 / 473                           |                                     |           |   |
| 총합                                                                           | 총합                                            | 총합                                            | 총합                                | 총합                                | 473석     |   |
| 왼쪽: 지역별 투표 구분 오른쪽: 지역별 확보 의석 구분 지역별 의석 구분 (정당별) |                                                 |                                                 |                                     |                                     |           |   |

#### 총선 이후의 상황
양측의 표차는 불과 10만 표도 채 되지 않았으나, 인민전선이 소선거구제의 이점을 받아 경합 지역에서 대승을 거두어 과반이 넘는 286석을 가져갔다. 10만 표도 안되는 표차로 의석의 과반수를 차지한 좌파 정권이 등장하자 우파들은 선거 불복을 외쳤고 공공연히 스페인에서 러시아처럼 공산주의 혁명이 일어날 것이라고 외치면서 '공산주의의 마수에서 국가를 지키기 위한 군사행동'을 일으켜야 한다고 주장했다.
흥분한 좌파측 대중들은 우익 정권에 의해 투옥당했던 사람들을 풀어주고 거리로 나와서 시위를 벌였으며, 50개의 교회와 70개의 보수정당 중심지에 공격을 가했을 뿐만 아니라 심지어 방화를 하기도 했다. 이들은 또한 마누엘 아사냐에게 선거 절차가 완전히 끝나기 전에 정부를 구성하라며 압력을 가했고, 곧 아사냐는 알칼라사모라를 탄핵한 뒤에 자신이 대통령 자리에 올랐다. 이를 지켜본 우파는 좌파가 더 이상 법치주의를 따를 의지가 없고 스페인에 대한 자신들의 의견이 크게 위협받고 있다고 여기게 되었다.
PSOE와 좌파 사회주의자들은 곧장 행동에 나서기 시작했다. 이를 두고 당대 스페인의 언론가였던 훌리오 알바레즈 델 바요는 "스페인이 소련과 연대하여 사회주의 공화국으로 전환되고 있다"고 언급했으며, 좌파의 거두였던 프란시스코 라르고 카바예로 역시 "조직된 프롤레타리아트들은 모든 것을 앞에 두고 목표에 도달할 때까지 모든 것을 파괴할 것"이라고 걱정하기도 했다. 곧 스페인 제2공화국은 급속하게 무정부상태에 빠졌고 좌파와 우파의 대립은 점점 더 심각해지기 시작했다. 1936년 5월 쿠엥카에서 열린 당 대회에서 단호한 사회주의자였던 인달레시오 프리에토조차도 "우리는 지금 스페인만큼 비극적인 파노라마나 거대한 붕괴를 본적이 없다. 지금 해외에서는 스페인이 부실하다고 여겨지고 있다. 이것은 사회주의나 공산주의로 가는 길이 아니라 단지 자유의 이점조차 없는 절망적인 무정부주의(아나키즘)으로 가는 길이다."라고 말했고, 당대 스페인에서 가장 존경받던 지식인 중 한명인 미겔 데 우나무노는 마누엘 아사냐의 행동에 환멸을 느끼는 목소리를 내며 "그가 애국적인 행위로서 자살해야 한다"고 말할 정도였다.
역사학자 라이아 발첼스는 내전 직전 스페인의 정치적 양극화가 너무 심하여 대부분의 지역에서 좌파와 우파 간의 물리적인 충돌이 일상적으로 일어났고 스페인 사회 역시 좌우 노선에 따라 분열이 극심하여 수도사들은 자신의 교구에서 아이들이 "경찰과 강도" 대신에 "좌파와 우파"를 연기한다고 할 정도였다고 밝혔다. 1936년 총선 이후의 인민전선 정부 출범 첫 달 동안 파업, 불법적인 토지 점거, 정치적 폭력 및 방화 문제를 예방하거나 제대로 대처하지 못하여 주지사의 대략 1/4가 해임되었다. 2월에서 7월 사이에 정치적 폭력으로 인해 사망한 사람은 약 300~400명에 달했고 수백개의 교회, 종교적 건축물, 기념물이 손상 및 파손되었다. 인민전선 정부는 이 문제에 대하여 좌파에게 일방적으로 유리한 판결을 내리고 우파들은 탄압하거나 죄질의 경중에 상관없이 무조건적으로 잡아들이기 시작했다.
아사냐는 폭도나 시위대를 저지하는 데 군대를 동원하는 것을 주저했는데, 많은 사람들이 그의 연합을 지지한다고 생각했기 때문이다. 그렇지만 러시아의 사례를 반면교사 삼아 극좌파의 반란을 우려하여 군대를 완전히 무장 해제 시키는 것도 꺼려하는 등 좌파와 우파 사이에서 갈팡질팡했다. 그러한 가운데 좌파들의 불법 토지 점거는 큰 문제가 되었다. 1936년 4월까지 거의 10만의 농민들이 40만 헥타르의 경작지를 차지했으며, 내전 시작 직전에는 거의 100만 헥타르에 달했는데, 1931~1933년의 토지 개혁이 단지 6,000명의 농민들에게 45,000헥타르의 토지를 분배해주었다는 것을 생각하면 이는 어마어마한 규모였다. 한편 4월에서 7월 사이에는 수많은 파업들이 발생하여 스페인의 경제는 마비 지경에 이르렀다. 노동자들은 더 적은 노동과 더 많은 임금을 요구하면서 점점 더 과격해지고 있었으며, 절도 및 임대료 지불 거부 등의 사회 범죄가 계속 흔해졌고 일부의 경우는 무장 세력을 조직하여 폭력 사태를 일으키기도 하였다. 보수주의자, 부르주아, 기업가, 지주들은 이미 '붉은 혁명'이 시작되었다는 확신을 갖게 되었다.
당시 총리였던 산티아고 카사레스 키로가는 여러 장군들이 연루된 군사 쿠데타가 일어날 수 있다는 주변의 경고를 무시했다. 그러나 실제로 우익들은 쿠데타를 준비하고 있었다. 그들은 스페인의 공산화를 막기 위해서는 지금의 정부를 갈아엎어야 한다고 생각하기에 이르렀다. 양측 모두 상대측이 권력을 잡는다면 공공연하게 자신들을 차별하고 정치적 움직임에 탄압을 가할 것이라고 확신하게 되었다. 상황은 점점 더 극단으로 치닫고 있었다.

### 군사 쿠데타

#### 배경

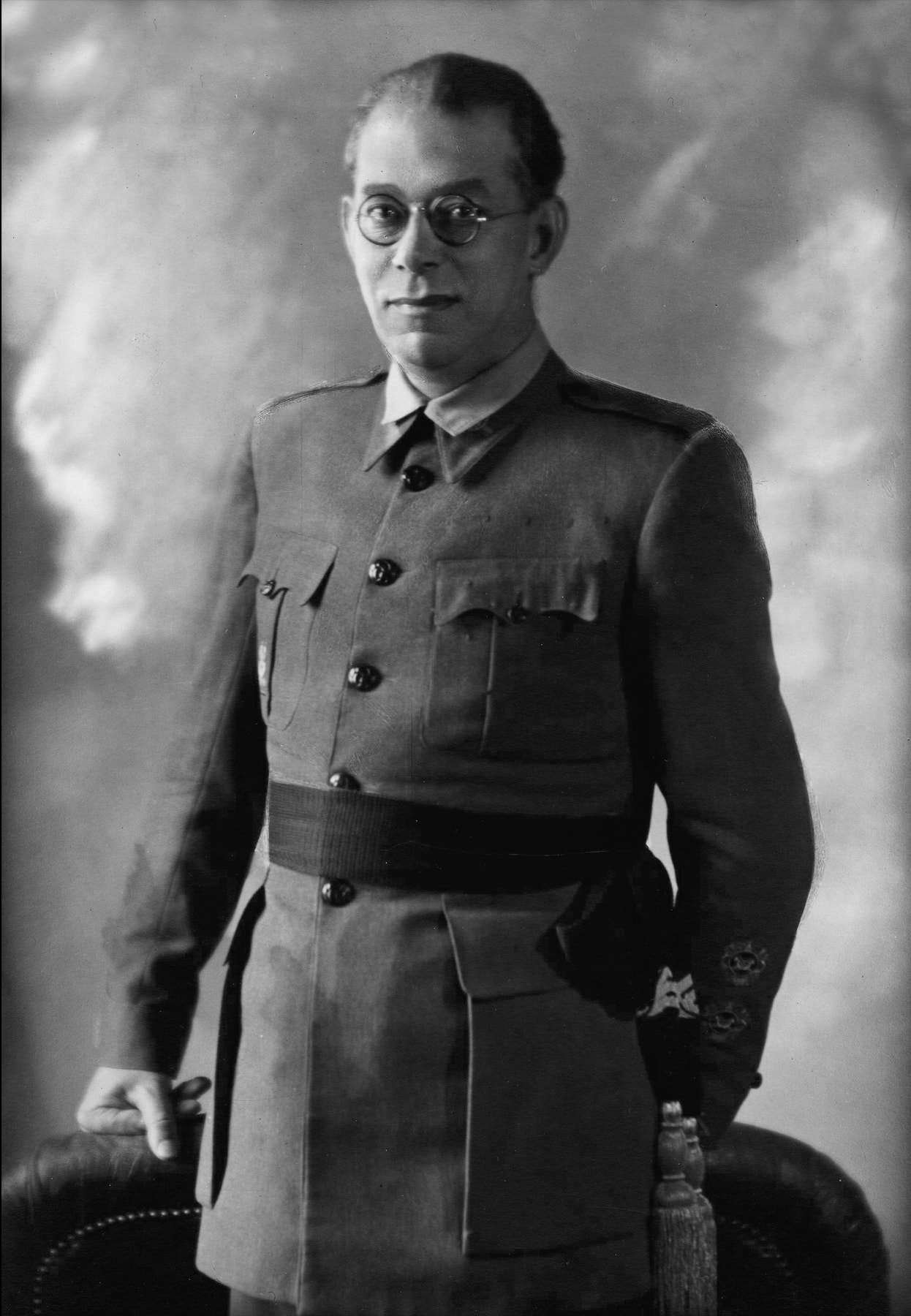
쿠데타를 계획한 에밀리오 몰라

1936년 총선에서 인민전선이 승리한 바로 직후에, 현역 장교들과 은퇴한 군인들을 포함하여 군부의 우파 인사들은 함께 모여 쿠데타를 계획하기 시작했다. 그해 4월부터는 에밀리오 몰라가 쿠데타에 대한 구체적인 계획을 지도하였다. 좌파 공화정부도 쿠데타의 가능성을 의심하여 몇몇 장군들을 영향력 있는 직책에서 교체하거나 스페인 본토로부터 멀리 떨어진 지역으로 발령하는 방식으로서 대응했지만, 아사냐는 군부가 여전히 자신의 권력을 위협하는 극좌파 세력부터의 완충재 역할을 해줄 것이라고 생각하고 있었으므로 이러한 조치는 그다지 철저하지 않았고, 또한 그는 보안국장과 다른 인사들의 지속적인 경고를 귀기울여 듣지도 않았다. 이 시기에 프란시스코 프랑코는 참모총장직에서 해임된 후 카나리아 제도의 사령관으로, 마누엘 고데드 요피스는 발레아레스 제도의 사령관으로, 에밀리오 몰라는 아프리카 군대 사령관에서 팜플로나 사령관으로 각각 좌천되었다. 하지만 몰라는 이로 인하여 오히려 본토에서 직접 쿠데타를 지휘할 수 있게 되었고, 당시 포르투갈에 있던 호세 산후르호를 쿠데타의 총사령관으로 삼는 동시에 자신은 부사령관으로 물러나 카를로스파와 협상을 시도하여 쿠데타에 참여하도록 설득하는데 힘을 기울였다.  한편 호세 안토니오 프리모 데 리베라는 팔랑헤당을 탄압한 공화정부에 의해 체포되어 감옥에 갇혀 있었다.
이 쿠데타는 이데올로기가 결여되어 있었다. 그들의 목표는 '무정부주의적 무질서'를 종식시키는 것이었다. 에밀리오 몰라의 계획은 베니토 무솔리니의 파시즘식 독재정부가 아니라 안토니우 드 올리베이라 살라자르의 포르투갈을 이상적인 모델으로 하는 공화 독재 정부를 설립하는 것이었다. 반쿠데타 세력을 무너뜨리기 위해서는 폭력과 피가 필수불가결하지만, 몰라는 내전 도중에 나타날 대규모 잔학 행위와 억압을 상상하지 못한 것 같다. 몰라에게 특히 중요한 것은 반란이 군대의 문제임을 보장하고, 새로운 국가의 기초로서 군부의 위치를 확고하게 하는 것이었다. 그렇지만 갈등이 종교 차원으로도 확대되면서 그의 계획은 처음부터 무너지기 시작했고, 군부는 점점 더 교회와 가톨릭 세력을 내전에 끌어들였다. 몰라의 계획은 모호하고 대략적인 '구상'에 불과했으며 쿠데타 세력들 사이에서도 그의 계획에 대하여 의견 차이가 분분했다.

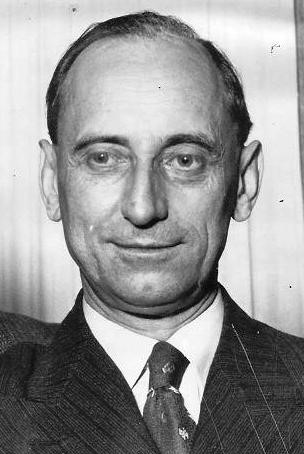
쿠데타가 일어나기 2달 전에 총리로 취임한 산티아고 카사레스 키로가

6월 12일, 산티아고 카사레스 키로가 총리는 후안 야궤 장군을 만나 공화국에 대한 충성을 약속받았으나 이는 거짓이었다. 그는 이미 쿠데타 계획에 가담해 있었던 것이다. 한편 몰라는 프란시스코 프랑코에게도 참여 권유를 했는데, 프랑코는 7월까지만 해도 쿠데타 참여에 주저하고 있었다. 이 때문에 다른 공모자들이 프랑코를 '미스 카나리아'라며 비아냥대기도 했으나, 쿠데타군의 핵심은 프랑코일수밖에 없었다. 프랑코는 반란 이전부터 스페인 군사사관학교의 총장을 맡고 있었고 1934년 아스투리아스 폭동의 성공적인 진압으로 명성을 날리고 있었을 뿐만 아니라, 결정적으로 리프 전쟁 시기에 쌓은 군 경력과 더불어 당시 스페인 내 유일한 정예 병력인 아프리카 군단에 명망이 있었기 때문이었다. 프랑코는 6월 23일에 카사레스에게 '군은 기본적으로 충성스럽지만 정부가 군부와 법질서를 좀 더 존중하는 정책을 펴야하고, 그렇지 않다면 쿠데타가 일어날 수 있다'는 내용의 서신을 보내어 사실상 쿠데타 계획을 공화정부에 알렸으나, 정부는 이를 받고도 아무런 조치를 취하지 않았다. 그사이에 반란군은 카나리아 제도에 있던 프랑코를 스페인령 모로코로 수송하기 위해서 항공기를 마련해 놓았다. 프랑코는 7월 19일에 성공적으로 모로코에 도착했다. 몰라는 만약 계획이 실패하고 쿠데타가 예상대로 빠르게 진행되지 않아 내전으로 발전했을 경우, 스페인령 모로코의 정예 병력들을 끌어와 전선에 투입할 계획을 새롭게 구상했다.

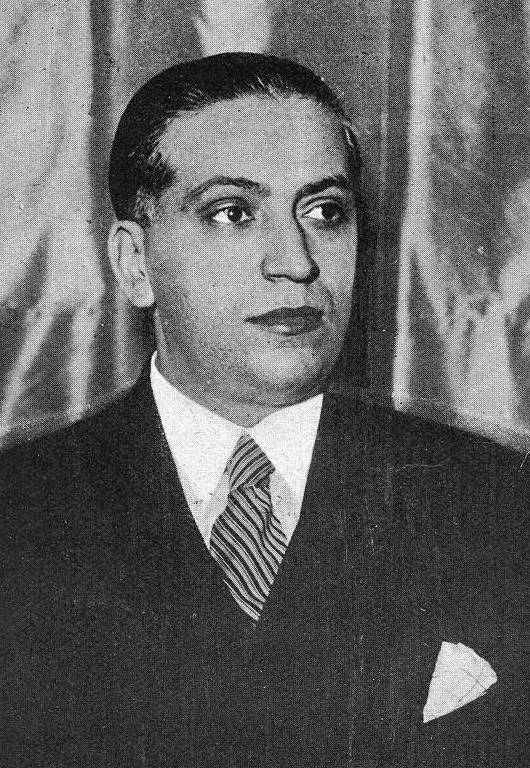
호세 칼보 소텔로의 암살은 내전의 기폭제가 되었다.

1936년 7월 12일 밤, 팔랑헤 일원들이 공화정부가 창설한 경찰 조직인 돌격경찰대(Guardia de Asalto)의 장교인 호세 카스티요를 암살하자 분노한 돌격대 대위 페르난도 콘데스와 돌격경찰대원들은 이에 대한 보복으로 스페인 혁신의 안토니오 이코에체아와 CDEA의 당수 호세 마리아 힐로블레스를 암살하려고 하였으나 두명 모두 마드리드에 없었기 때문에 포기하고, 그 대신에 저명한 의회의 보수주의자이자 당대 우익의 주요 인사였던 호세 칼보 소텔로를 몇 시간 후인 7월 13일 새벽에 납치, 암살하였다.
곧바로 보복이 이어졌다. 호세 칼보 소텔로의 암살은 우파 세력들 사이에서 의심과 분노를 불러일으켰다. 공화정부는 이를 규탄하였으나 정작 사건의 진상조사와 책임자 체포에는 적극적이지 않았다. 실제로 소텔로 암살을 실행했던 사람들 중 체포된 사람은 한명도 없었고 오히려 조사 과정에서 수많은 팔랑헤주의자와 소텔로 지지자들이 체포되었다. 당시 이 사건의 책임을 맡고 있던 고메스 카르바호 판사는 돌격경찰대의 암살 사건 무마에 협조하지 않는 독립적이고 정직한 판사라는 이유로 돌격경찰대원에게 린치당하여 해당 사건에서 손을 떼게 되는 등의 사건들이 벌어졌다. 소텔로의 암살과 이후 벌어진 일들로 인해 좌우파 사이의 갈등은 점점 극단으로 치닫고 있었다.
그 다음날인 7월 14일에 소텔로의 공개 장레식이 열렸다. 이후 수천 명의 우파가 시가를 행진하며 팔랑헤 당가를 부르고 정부의 사건처리를 항의하는 시위를 벌였다. 이들은 정부가 우익 인사에 대한 공공연한 암살 분위기를 조장하고 사건의 진상 조사 및 책임자 처벌을 고의로 외면하고 있다고 주장하면서 가두 행진을 했는데, 이때 경찰이 시내 중심부에 다다른 비무장한 시위대를 향해 발포하여 2~7명의 사상자와 다수의 부상자가 발생하는 사태가 일어났다. 이로 인하여 사회 혼란 증가와 우파 결집의 분위기는 최고조로 무르익었다.
이 암살 사건은 쿠데타의 결정적인 기폭제가 되었다. 스탠리 G. 페인은 처음에는 군 장교들이 반정부 쿠데타에 대해서 거의 지지를 보내지 않았으나 이 사건 이후로 쿠데타 참여율이 급격히 높아졌다고 말한다. 실제로 소텔로 암살 이전에 참여율은 군부 전체의 12%에 불과했고, 몰라는 심지어 쿠데타 실패를 대비하여 파리로 도망갈 생각까지 한 상태였지만 소텔로 암살로 인해 우파 세력들이 대부분 쿠데타에 참여하게 되자 상황은 급격히 달라지게 된다. 프랑코는 7월 12일에는 별도로 몰라에게 반란을 일으킬 때가 오지 않았다고 했다가 칼보 소텔로 살해가 있고 그 직후에 곧바로 반란 참가 의사를 보였고, 몰라에게 서신을 보내어 자신의 확고한 의사를 알렸다.
인달레시오 프리에토가 이끄는 사회주의자들과 공산주의자들은 군대가 점령하기 전에 무기를 국민들에게 분배할 것을 요구했으나, 총리는 이에 망설였다. 그리고 얼마 후에 쿠데타가 일어났다.

#### 쿠데타 발생
- ¡Obreros! ¡Campesinos! ¡Antifascistas! ¡Españoles patriotas!... Frente a la sublevación militar fascista ¡todos en pie, a defender la República, a defender las libertades populares y las conquistas democráticas del pueblo!...
A través de las notas del gobierno y del Frente Popular, el pueblo conoce la gravedad del momento actual. En Marruecos y en Canarias luchan los trabajadores, unidos a las fuerzas leales a la República, contra los militares y fascistas sublevados.
Al grito de ¡el fascismo no pasará, no pasarán los verdugos de octubre!... los obreros y campesinos de distintas provincias de España se incorporan a la lucha contra los enemigos de la República alzados en armas. Los comunistas, los socialistas y anarquistas, los republicanos demócratas, los soldados y las fuerzas fieles a la República han infligido las primeras derrotas a los facciosos, que arrastran por el fango de la traición el honor militar de que tantas veces han alardeado.
Todo el país vibra de indignación ante esos desalmados que quieren hundir la España democrática y popular en un infierno de terror y de muerte.
Pero ¡NO PASARÁN!
España entera se dispone al combate. En Madrid el pueblo está en la calle, apoyando al gobierno y estimulándole con su decisión y espíritu de lucha para que llegue hasta el fin en el aplastamiento de los militares y fascistas sublevados.
¡Jóvenes, preparaos para la pelea!
¡Mujeres, heroicas mujeres del pueblo! ¡Acordaos del heroísmo de las mujeres asturianas en 1934; luchad también vosotras al lado de los hombres para defender la vida y la libertad de vuestros hijos, que el fascismo amenaza!
¡Soldados, hijos del pueblo! ¡Manteneos fieles al gobierno de la República, luchad al lado de los trabajadores, al lado de las fuerzas del Frente Popular, junto a vuestros padres, vuestros hermanos y compañeros! ¡Luchad por la España del 16 de febrero, luchad por la República, ayudadlos a triunfar!
¡Trabajadores de todas las tendencias! El gobierno pone en nuestras manos las armas para que salvemos a España y al pueblo del horror y de la vergüenza que significaría el triunfo de los sangrientos verdugos de octubre.
¡Que nadie vacile! Todos dispuestos para la acción. Cada obrero, cada antifascista debe considerarse un soldado en armas.
¡Pueblos de Cataluña, Vasconia y Galicia! ¡Españoles todos! A defender la República democrática, a consolidar la victoria lograda por el pueblo el 16 de febrero.
El Partido Comunista os llama a la lucha. Os llama especialmente a vosotros, obreros, campesinos, intelectuales, a ocupar un puesto en el combate para aplastar definitivamente a los enemigos de la República y de las libertades populares. ¡Viva el Frente Popular! ¡Viva la unión de todos los antifascistas! ¡Viva la República del pueblo! ¡Los fascistas no pasarán!

¡No pasarán!

노동자! 농민! 안티 파시스트! 스페인의 애국자들이여! 파시스트의 군사반란에 직면하여, 모두 스스로 일어서 공화국과 인민의 자유 그리고 민중이 이루어낸 민주적 위업을 수호해야 합니다! 정부와 인민전선의 성명을 통해 인민 여러분들은 사태의 심각성을 알고 있습니다.

모로코와 카나리아 제도에서는 노동자들이 아직 공화국에 충성하는 세력과 연합하여 파시스트 반군에 대항하는 전투를 벌이고 있습니다. '파시즘은 지나가지 못한다! 10월의 교수 집행자는 통과하지 못한다!'는 기치 아래 스페인 모든 지역의 노동자와 농민들이 반란을 일으킨 공화국의 적에 대항하기 위한 투쟁에 합류하고 있습니다.

공산주의자, 사회주의자, 아나키스트 그리고 공화국의 민주주의자, 군인들 그리고 아직 공화국에 대한 충성이 남아 있는 모든 세력들이 힘을 합쳐, 군이 오랜 시간 자랑스레 지켜온 고결한 전통을 더럽혀 버린 파시스트 적들에게 최초의 패배를 안겨 주었습니다. 전국토가 스페인을 공포의 심연과 죽음으로 처박아 버리려는 잔혹한 야만인들에게 분노하여 치를 떨고 있습니다.

하지만, 그들은 통과하지 못할 것입니다. 스페인은 지금 전쟁에 휩싸여 있습니다. 마드리드에서는 민중이 거리로 나와 정부를 지지하고 정부의 결정에 대한 격려를 보내며 파시스트의 반란과 반군을 쳐부수기 위한 투지에 불타고 있습니다.

청년들이여, 전투를 준비합시다! 여성들이여, 인민의 용맹한 여성들이여! 1934년 아스투리아스 여성들의 영웅심을 다시 불러내어 파시스트의 위협에 그늘진 당신의 아이의 삶과 자유를 지키기 위해 남성들과 함께 힘을 합쳐 투쟁합시다!

국민의 아들인 병사들이여! 진정한 공화국에 머물러 노동자들 인민전선의 군인들 그대의 부모와 형제자매 그리고 그대의 동지의 옆에 서서 함께 투쟁합시다! 2월 16일의 스페인을 위해, 공화국을 도와 승리하기 위해 투쟁합시다!

모든 정파의 노동자들이여! 정부가 우리에게 쥐여준 무기는 10월의 피비린내 나는 교수 집행자가 승리하여 도래하게 될 수치와 공포로부터 스페인과 민중을 구원하기 위한 것입니다. 누구도 주저해선 안됩니다! 모두 싸울 준비를 합시다. 모든 노동자들, 모든 안티파시스트 여러분은 이제부터 서로를 전우로 보아야 합니다.

카탈루냐, 바스크, 갈리시아의 인민들이여! 모든 스페인인들이여! 우리의 민주 공화국을 수호하고, 우리가 2월 16일에 이룩한 승리를 확고히 합시다. 공산당은 당신의 힘이 필요합니다.

특히 노동자들, 농부들, 지식인 여러분이 공화국과 민중의 자유의 적들을 타도하여 최후의 승리를 이루어 낼 때까지 자리를 지키며 싸워주길 원합니다.

인민전선이여 영원하라! 안티 파시스트 연합이여 영원하라! 민중의 공화국이여 영원하라! 파시스트들은 지나가지 못한다!

그들은 통과하지 못하리라!(¡NO PASARÁN!)— 돌로레스 이바루리, 1936년 7월 19일의 라디오 방송에서.[107]

| 1936년 7월 당시 국민파가 장악한 지역 1936년 9월까지 국민파가 추가로 확보한 지역 1937년 10월까지 국민파가 추가로 확보한 지역 1938년 11월까지 국민파가 추가로 확보한 지역 1939년 2월까지 국민파가 추가로 확보한 지역 공화파 통제 하에 있던 마지막 지역 국민파 주요 중심지 공화파 주요 중심지 | 육상 전투 해상 전투 폭격지 학살 발생 강제 수용소 난민 캠프 |

1936~1939년까지 스페인 내전 전개도
주요 내용
1936년 7월 당시 국민파가 장악한 지역
1936년 9월까지 국민파가 추가로 확보한 지역
1937년 10월까지 국민파가 추가로 확보한 지역
1938년 11월까지 국민파가 추가로 확보한 지역
1939년 2월까지 국민파가 추가로 확보한 지역
공화파 통제 하에 있던 마지막 지역 국민파 주요 중심지
공화파 주요 중심지
육상 전투
해상 전투
폭격지
학살 발생
강제 수용소
난민 캠프

봉기 시기는 카를로스파 지도자 마누엘 팔 콘데도 동의했듯이 7월 17일 17시 1분으로 정해져 있었다. 그러나 시간이 변경되어 7월 18일에 봉기하기로 결정되었다. 이후 더 이상 기다릴 수 없는 처지가 된 쿠데타 공모자들은 스페인 본토에 없던 두 장군들(프란시스코 프랑코, 마누엘 고데드 요피스)에게 반란의 시작을 알리는 암호를 타전하였다. 이때의 암호는 "스페인 전지역 쾌청함"이었다. 암호를 받은 프랑코는 예인선을 타고 주둔지를 탈영하여 공항으로 이동하였다. 영국의 MI6 소속 정보원이었던 허그 포랄드 소령은 스페인령 모로코에서 프랑코와 후안 마르크 오르디나가 스페인의 아프리카 주둔군 진영에서 접선하였다고 보고하였다. 마침내 7월 18일 05:00시, 국민파 군대가 몰라 장군의 지시에 따라 스페인령 모로코 및 스페인 전역에서 일제히 들고 일어나면서 쿠데타가 시작되었다. 가장 먼저 봉기한 것은 스페인령 모로코였고 스페인 본토가 그 뒤를 따랐다. 쿠데타는 계획상 신속하게 진행되기로 결정된 상태였다.
반란군은 곧 스페인령 모로코를 확실하게 장악하였다. 189명이 사살되었고 프란시스코 프랑코와 마누엘 고데드는 예정대로 자신의 주둔 지역을 점령하는 데 성공하였다. 쿠데타 직후 인민전선을 제외한 다른 좌파 세력들은 총파업을 선포하는 동시에 즉각 동원령을 내려 무기 보관함에서 무기를 가져오고 자체적인 민병대를 결성하였다. 스페인 전역에 있던 준군사보안군은 반란에 가담하거나 들고 일어나기 전에 몇몇 민병대에 의해 진압당할 수 있었다. 특히 민병대나 아나키스트 CNT 조합원들의 신속한 행동으로 쿠데타 초기에 공화파가 확보한 지역도 다수 있었다.

#### 결과
공화파 정부는 쿠데타의 징후를 포착하고 있었으나 이를 사전에 차단하지는 못했다. 뿐만 아니라 총리였던 키로가의 중대한 오판과 악수로 인해 초동 진압에 실패함으로써 적어도 본토의 35%, 당시 스페인 인구 2,500만 명 가운데 1,100만 명 정도가 국민파의 통제 아래 들어가게 되었다. 또한 국민파는 스페인 총 병력의 절반인 60,000명의 지지를 확보하였을 뿐만 아니라 당대 스페인의 유일한 정예병력이었던 아프리카 군단을 확보하는 등 공화파보다 확실한 군사적 우세를 점하였다. 다만 국민파는 주요 도시들을 장악하는 데에는 실패했기 때문에, 이후 내전은 양측이 서로 장악한 지역을 기반으로 한 장기전으로 흘러가게 된다.
쿠데타 초기, 스페인 전국에서 봉기하는 쿠데타군에 맞서 싸운 것은 공화파 정부를 지지하는 시민들이었다. 봉기한 민병대들은 무장이 제대로 되어있지 않았고 훈련도 체계적으로 받지는 못했지만 장교와 정예군으로 이루어진 반란군에 맞서 치열하게 싸웠다. 특히 마드리드는 쿠데타 초기 마드리드 전투를 통해 쿠데타군에게 몬타나 요새를 점령당하였으나 많은 시민들의 희생 끝에 마드리드를 겨우 지킬 수 있었다. 한편 아라곤, 카탈루냐 등에서는 CNT-FAI를 주축으로 한 아나키스트 민병대가 조직되어 공화정부와는 독자적으로 활동하면서 바르셀로나 등의 주요 거점들을 국민파로부터 성공적으로 방어하였다. 이 과정에서 민병대들은 뒤늦게 발레아레스 제도에서 진군한 마누엘 고데드 요피스를 체포하여 처형하기도 하였다. 그러나 내전이 진행되며 국민파가 카탈루냐 전역을 점령하게 되자 마드리드와 바르셀로나는 고립되었고 이로 인해 내부마저 혼란을 겪게 되었다.
내전 초, 공화파는 말라가, 하엔, 알메리아와 더불어 발렌시아와 같은 스페인 동부의 대부분을 지켜내고 있었다. 그러나 쿠데타군이 카스티야, 레온, 부르고스, 나바라와 같은 스페인 북부지역을 장악하는 가운데, 공화파가 겨우 지켜낸 지역들은 아스투리아스, 칸타브리아와 바스크 일부 정도였다. 그러나 시간이 지남에 따라 국민파의 점령지역은 계속해서 확대되어 갔으며 결국 안달루시아와 그 주도였던 세비야까지 함락되었다. 특히 세비야는 당시 스페인 최대의 군항이었던 카디스와 가까웠고 이후 카디스마저도 점령한 국민파는 그곳의 해군을 이용하여 스페인령 모로코의 정예병력들을 수송할 수 있게 되었다. 군대의 질과 외부의 지원, 장비, 내적 통합 측면에서 국민파에 비해 현저하게 열세에 있었던 공화파는 이렇게 초반의 결정적인 타이밍을 놓치자 전쟁 내내 고전할 수 밖에 없었다.
내전 초반에 다른 나라들의 태도도 전황에 크게 영향을 끼쳤다. 영국의 경우는 상술했듯이 카나리아 제도의 프랑코에게 비밀리에 항공기를 제공했고, 공화파 해군에 연료를 판매하는 것을 거부했으며 심지어는 스페인령 모로코로 독일 수송기가 식량과 물자, 연료를 수송하는 것을 승인하기도 했다. 또한 프랑스의 레옹 블룸 내각 역시 중립조약을 근거로 소극적인 태도를 취했다. 그리고 스페인령 모로코에 주둔하고 있던 35,000명에 달하는 아프리카 군단이 별다른 견제 없이 지브롤터 해협을 건너 본토에 상륙할 수 있었던 것은 나치 독일의 해협 견제 덕분이었다.
역사학자 휴 토마스는 쿠데타 초기에 양 세력들이 재빠르게 어느 결단을 내렸다면 그 즉시 유리한 고지를 점할 수 있었을 것이라고 말하였다. 그는 심지어 정부가 노동자들을 무장시키기 위한 조치를 취했으면 아마도 공화파가 쿠데타를 매우 빠르게 진압할 수 있었을 것이라고도, 혹은 반대로 쿠데타가 지연되지 않고 18일에 스페인 전역에서 예정대로 일어났다면 22일에 국민파가 승리할 수 있었다고도 주장하였다.
공화파의 이러한 대응에 대해 노엄 촘스키는 다음과 같이 평가하고 있다.
| “ | 쿠데타가 일어났을 때 스페인 공화국은 마비된 상태였다. 마드리드와 바르셀로나에서 노동자들은 스스로 무장하여 쿠데타에 맞서 싸웠다. 그러나 공화국 쿠데타만큼이나 무장된 노동자 민병대들에 공포를 느꼈기 때문에 쿠데타군에게 죽어나가는 노동자들을 방관하기만 할 뿐이였다. 항구들에는 군함들 또한 있었지만 무용지물이었다. 그 결과 쿠데타군은 스페인 전역을 점령하였고 결과적으로 제2공화국 역시 무너지고 말았다. | ” |
|   | — 노엄 촘스키, 2005 |   |

## 양측의 상황
공화파는 스페인 내전을 "폭정이냐 민주주의냐"를 놓고 벌이는 투쟁으로 보았다. 반면 국민파는 자신들의 쿠데타가 사회주의자와 공산주의자, 아나키스트 등의 소위 "빨갱이"들로부터 재산권을 보호하고 스페인의 사회 안정을 회복하며 기독교 문명을 수호함으로써 무법 상태에 빠진 국가에 안보와 방향을 제시해주고 있다고 주장하였다.
당시 스페인의 정치는 상당히 분열되어 있었는데, 특히 좌파에서 더욱 그랬다. 이들은 심지어 내전이 발발했음에도 서로 단결하지 못한 채로 나뉘어져 있었다. 스페인의 대표적 좌익 정당이였던 사회노동당은 코민테른에 대표자를 파견하고 있었고 소련은 이를 이용하여 스페인의 내부 정치에 개입하고자 하였다. 그러나 사회노동당은 이러한 행동들에도 불구하고 코민테른 5차 대회 및 7차 대회의 참석을 거부하는 등 소련과 일정한 거리를 유지하였다. 이후 소련의 코민테른 강령에 따른 스페인 공산당이 결성되었다. 때문에 스페인의 사회주의자들과 공산주의자들은 함께 공화파를 지지하면서도 소련 노선에 대한 입장 차이로 대립하였으며, 아나키스트들은 아예 공화파 정부의 지시를 받지 않은 채로 독자적으로 행동하였다. 이에 반해 우파의 대표적인 정치 세력은 16개 우익 정당의 연합체인 팔랑헤가 1931년 결성되어 주도하고 있었는데, 이들 역시 다소 분열되어 있었으나 공화파보다는 비교적 단결되고 통일된 전선을 유지하였다. 또한 제2공화국 정부의 몇몇 개혁 법률들은 우익을 결집시키는 계기로 작용하였다.
내전이 일어나자 사람들은 어느 쪽이든 자신의 정치적 입장을 분명히 할 수밖에 없었다. 국민파 측에 가담한 세력으로는 카를로스파들 혹은 알폰소파와 같은 왕당파들, 그리고 로마 가톨릭교회 및 보수주의자와 왕정을 지지하는 자유주의자 같은 세력들이 있었다. 이에 반해 공화파 측에 가담한 세력들은 사회주의, 공산주의, 아나키즘, 바스크와 카탈루냐 민족주의자, 자유주의자들이 주를 이루었는데, 이들 중 일부는 국민전선 출신이었던 중도 세력들 또한 포함되어 있었다.
내전 당시애 국민파를 지지한 사람들은 가톨릭 성직자, 지주, 기업가, 그리고 쿠데타군에 병력을 제공한 바스크 외곽 지역의 가톨릭 신자들 등이었다. 공화파의 지지자들은 대도시의 노동자들, 소작농들을 비롯한 고학력 중산층들이 주를 이루었다. 특히 공화국 정부는 자산이 없는 서민층의 지지를 받고 있었다.

### 병력
쿠데타가 일어나면서 스페인의 정규군은 상당히 고르게 분열되었다. 1936년 7월 당시 실제로 무장한 66,000명의 군대 중 약 52% (34,000명)는 공화파의 통제지역에 있었고, 약 48% (32,000명)는 국민파의 통제지역에 있었다. 그 이외에 비정규군이나 다른 직종에 종사하는 약 66,000명의 남성들 가운데 약 59% (39,000명)가 공화파에, 약 41% (27,000명)가 국민파에 합류했다. 합하면 총 132,000명의 가용 병력 중 약 55% (73,000명)는 공화파에, 약 45% (59,000명)은 국민파에 가담했다고 볼 수 있었다. 그렇지만 다른 한 연구에 따르면 공화파는 90,000명, 국민파는 130,000명을 동원했다고도 한다.
내전 발발 이후, 초기 몇달 동안은 자발적으로 참여한 병력들이 각 진영에 속속히 합류하기 시작했다. 이때 국민파에는 약 100,000명이, 공화파에는 약 120,000명이 추가로 동원되었다. 그해 8월부터 양 진영은 자체 징병제를 실시하여 군대의 규모를 더욱 대대적으로 늘려나갔다. 1936년의 마지막 몇달 동안은 타국에서 온 국제 여단이나 용병들이 공화파에 가담하였고, 이탈리아의 이탈리아 의용군이나 나치 독일의 콘도르 군단, 포르투갈 제2공화국의 비리아토스 등은 국민파를 지원하기 위해 참전하기도 했다. 결과적으로 1937년 4월 당시 공화파의 병력은 약 360,000명이었고, 국민파의 병력은 약 290,000명이었다.

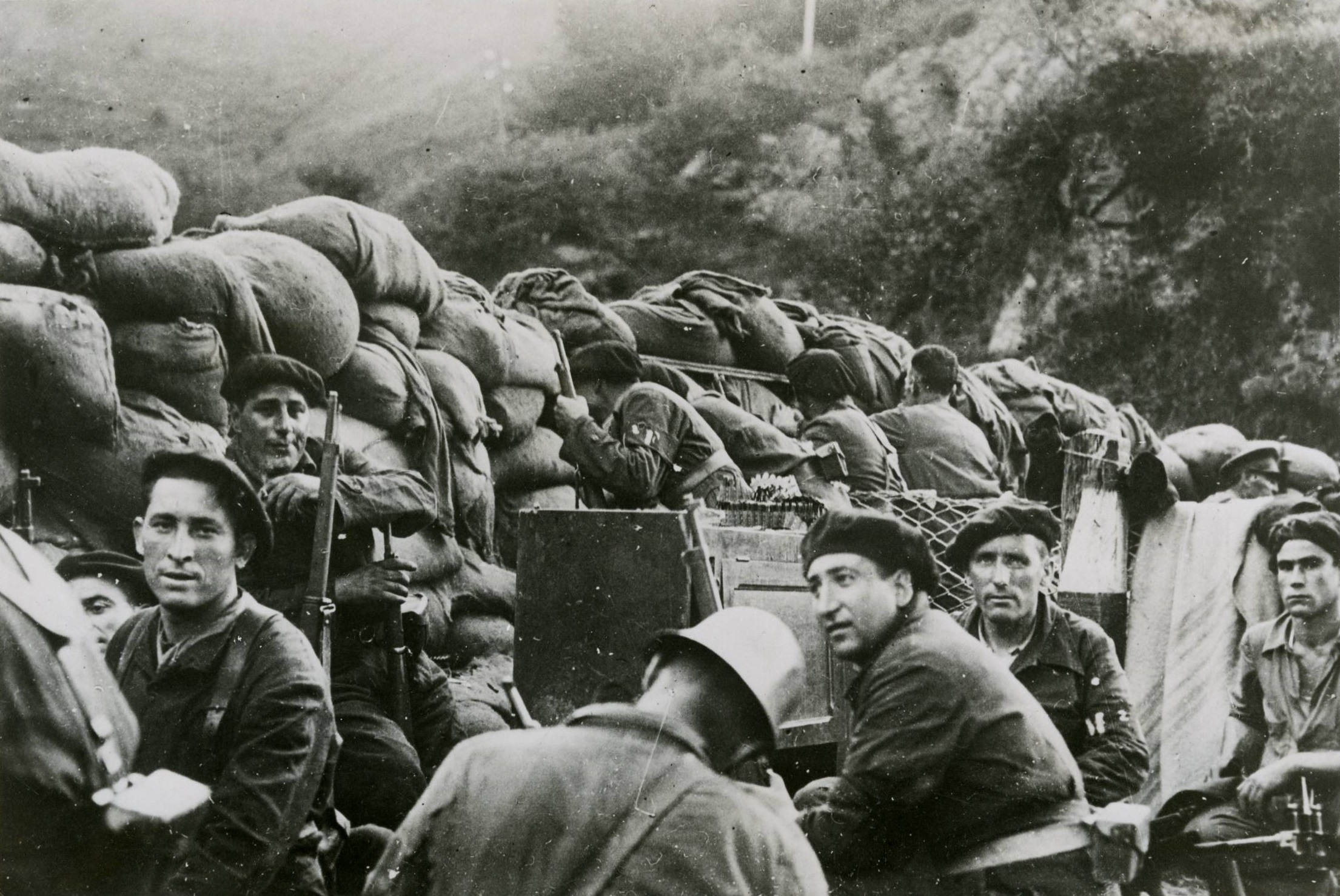
1936년 이룬 전투 당시 공화파 군대

내전이 장기화됨에 따라 양 진영의 군대도 계속해서 늘어갔다. 주요한 인력 원천은 바로 징병이었다. 그들은 모두 징병 계획을 지속하고 확장했으며, 특히 국민파는 공격적인 징병 활동을 펼쳐 인력이란 인력은 모조리 끌어모았다. 한편 공화파에서는 지속적으로 국제 여단이나 의용병들이 도착하였으나 단일화된 지휘 체계나 유능한 장교의 부족으로 전선에서의 손실이 심화되었다. 그럼에도 불구하고 1937년에서 1938년 사이에 양 진영의 군대는 각각 700,000명에 달했다.
1938년에 이르자 공화파가 오히려 징병 계획을 대폭 확대하였다. 이때 공화파 병력의 47%가 국민파 징집 제한 연령에 해당하기도 할 정도였다. 그럼에도 불구하고 국민파는 언제나 병력 수나 군대의 질적인 측면에서 우위를 누렸다. 에브로 전투 직전에 공화파의 군대는 800,000명에 도달했지만, 국민파는 이를 넘늠 880,000명에 달했다. 이후 에브로 전투, 카탈루냐 함락, 그리고 사기 저하와 기타 요인들로 인해 공화파의 군대는 크게 위축되기 시작했다. 1939년 2월 말에 공화파 군대는 400,000명이었는데, 비슷한 시기에 국민파는 그 2배가 넘는 병력을 운용했다. 내전 종결 직전에 국민파는 900,000명이 넘는 군대를 보유하고 있었다.
양측은 포로로 사로잡거나 전향한 인물들을 다시 전투원으로서 주요 공세나 방어전에 '재투입'시켰다. 징병제를 실시하였기 때문에 모든 군인들이 자발적으로 참여한 것이 아니었고, 전투의 승패에 따라 병력의 수가 요동쳤기 때문에 이는 어쩔 수 없는 선택이었다. 특히 국민파는 사로잡은 107,000명의 공화파 가운데 약 59,000명은 신뢰할 수 있거나 국민파의 대의에 충분히 동조하는 것으로 판단하여 석방하고 국민파 군대에 재징집하였다. 공화파 역시 사로잡은 국민파를 재징집하거나 군대에 강제로 집어넣기도 했다.
현재까지 밝혀진 바에 따르면 공화파 군대의 총 수는 공식적으로 917,000명이었으나, 다른 학술 연구에서는 '100만 명이 훨씬 넘었다'고도 하고 또 다른 연구에서는 공화파 군대가 비스페인인을 포함하여 1,750,000명이고 18세에서 44세 사이의 남성들을 모조리 징집했다고 하기도 하는데 자세하게 밝혀진 바는 없다. 한편 국민파는 18세에서 32세 사이의 남성들을 징집하여 약 1,260,000명의 병력을 운용하였다고 추정된다.

### 공화파

스페인 제2공화국의 국기.

공화파는 소련, 멕시코, 그리고 국제 사회주의 운동가들로 구성된 국제여단으로부터 무기와 병력을 지원받았다. 공화파의 중심 세력은 노동자, 소작농, 도시 시민 등이었으나, 이렇게 공화파는 좌익이 주를 이뤘음에도 자유민주주의를 지지하는 아스투리아스와 카탈루냐의 일부 자본가들 역시 공화파를 지원하였다. 정부군 측은 스스로를 "공화파", "인민전선", "충성파", "정부파" 등으로 지칭하였다. 그러나 이들에 대항해 쿠데타를 일으켰던 국민파는 이들 모두를 "빨갱이" 라며 일축하였다.
한편, 로마 가톨릭이 강세인 바스크, 카탈루냐와, 급진적 좌파가 우세하였던 갈리시아는 스페인에서 분리 독립하려는 움직임이 있어왔다. 그러나 이들의 분리 독립 청원은 중앙 정부에 의해 기각되었다. 내전 도중에는 이러한 모든 세력들이 연합하여 "인민공화군"(스페인어: Ejército Popular Republicano)을 구성하고 있었다.

### 국민파

국민파의 주요 세력이였던 팔랑헤당의 깃발.

제2공화국 정부에 의해 "반란군", "역적", "파시스트" 등으로 불린 국민파 세력은 권력의 중앙집중과 반공주의를 공통 분모로 하는 여러 세력의 연합이었다. 이들은 왕당파, 지주, 유산가, 보수주의자 등으로 구성되어 있었으며 여러 운동 세력에 의해 스페인이 분열되는 것을 막아야 한다고 생각하였다.
일부 사람들은 단순히 반공을 외치는 것 말고도 정부의 반교권주의로부터 교회를 지키기 위해 국민파를 지지하였다. 당시 스페인 내에서는 급진적인 공화파에 의해 교회 파괴와 반 기독교 운동이 극심하였다. 이러한 교회 공격에서 종종 성직자가 살해되는 일도 벌어졌으며, 이에 대해 국민파는 공화파의 가톨릭 교회와 성직자들에 대한 만행이 극에 달해 전쟁 전에 이미 7,000여 명 이상의 성직자가 학살당하였다고 주장하였다.
쿠데타군은 내전 초부터 프랑코가 전권을 쥐고 있던 것은 아니었다. 그러나 실질적인 지도자를 맡았던 호세 산후르호가 리스본 인근에서 비행기 사고로 죽고, 부사령관으로서 프랑코와 비슷한 세력을 구축했던 에밀리오 몰라는 1937년 6월에 사고사함과 동시에 국민파에서 큰 영향력을 행사했던 팔랑헤당의 당수 프리모 데 리베라의 내전 전부터 알리칸테 감옥에 투옥된 것까지 겹쳐 프랑코에 대한 권력의 집중이 진행되어 팔랑헤당을 비롯한 다른 정당을 통합, 개편한 통합 팔랑헤에서 당수로 프랑코가 취임하거나 이후 다른 정당들의 활동을 금지하는 등 굳건한 군사독재 체제를 굳혔다.

### 기타 세력
카탈루냐 민족주의와 바스크 민족주의 세력들은 스페인에서 분리 독립하기를 주장하고 있었다. 그럼에도 이들은 자신들의 반스페인적 민족주의 성향에도 불구하고 제2공화국 공화파 정부를 지지하였는데, 이는 이들이 국민파 측이 자신들의 주장을 받아들여 줄 가능성이 없다고 판단했기 때문이다. 그러나 여기서 카탈루냐 민족주의자들은 반교권주의적인 성향도 지니고 있었으며, 카탈루냐 지역에서 일어난 성직자 살해와 같은 일들은 상당수가 이들의 소행이었다.

## 국제 사회의 개입
제1차 세계 대전을 겪은 유럽의 각국은 스페인 내전이 또다른 세계 대전으로 확대되는 것을 우려하였고 국제 연맹을 통하여 각 국의 군사 개입을 금지하는 불간섭 조약을 체결하였다. 그러나 공화파와 프랑코파 양측 모두 세계 각 국의 지원을 받았다. 영국과 프랑스는 공식적으로 중립을 표방했으나 공화파에게 각종 물자를 조달하였다. 프랑코파 측은 아돌프 히틀러의 나치 독일과 베니토 무솔리니의 이탈리아 왕국으로부터 지원을 받았다.

### 프랑코파에 대한 지원
아일랜드 정부는 스페인 내전에 대해 중립을 선언했다. 그러나 아일랜드인들은 각자의 정치 신념에 따라 양측 모두에 참전하였다. 아일랜드의 청년 250명이 공화파를 위해 스페인 내전에 참전하는 동안 아일랜드 공화국군의 에오인 오더피가 이끄는 "푸른셔츠 단" 700명은 프랑코파 측을 위하여 참전하였다. 이미 에스타두 노부 체제의 독재가 이루어지고 있던 포르투갈에서는 비리아토스라 불린 8,000명의 자원병이 프랑코의 휘하로 들어갔다. 포르투갈은 많은 군수품을 프랑코 측에 지원하였다. 루마니아의 극우주의 세력이었던 철위대 역시 자원병을 프랑코 측에 제공하였다.
프랑코파 반란군에게 가장 큰 지원을 한 곳은 히틀러 치하의 나치 독일과 무솔리니 파쇼 치하의 이탈리아였다.

#### 독일과 이탈리아

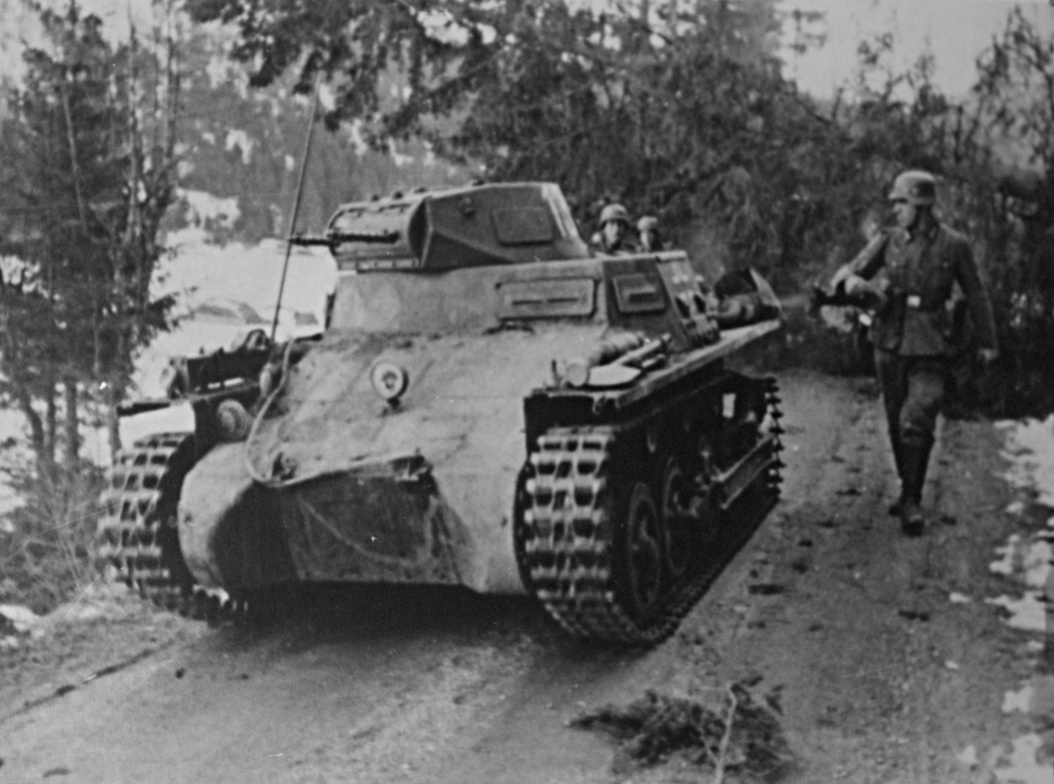
독일 1호 전차

반란을 일으킨 프랑코는 히틀러 무솔리니에게 지원을 요청했다. 이에 따라 히틀러는 스페인 내전 기간 동안 세 차례의 주요 작전을 수행하였다. 첫 작전 "불의 마법"은 1936년 1월 말에 진행되었으며 프랑코에게 군수물자를 지원하기 위하여 52척의 군함과 20여기의 수송기 및 6대의 전투기를 동원하였다. 같은 해 9월 두 번째 작전 "오토"를 통해 히틀러는 프랑코에게 24대 이상의 1호 전차를 제공하였다. 10월에는 세 번째 작전을 통해 600~800명의 독일군이 직접 스페인 내전에 참전하였다. 히틀러의 가장 큰 지원은 콘도르 군단을 스페인 내전에 투입한 것이었다. 나치 자원병으로 구성된 콘도르 사단은 1936년 3,500여 명이 참전한 이래 내전 기간 동안 19,000여 명이 투입되었다.
무솔리니는 스페인 내전의 공을 히틀러가 독차지하는 것을 바라만 보고 싶지 않았기 때문에 히틀러 보다 많은 군사를 스페인 내전에 투입하기로 결정하였다. 무솔리니는 내전 기간 동안 50,000명 이상의 군대를 스페인 내전에 참전시켰다.

### 공화파에 대한 지원

#### 국제 여단

헝가리 국제 여단의 기

유럽 전역을 포함한 세계 각국에서 스페인의 '민주공화국'을 지원하기 위해 의용병이 모여들었다. 아나키즘, 사회민주주의, 공산주의, 극좌파, 자유주의를 아우르는 다양한 이념을 가진 이들은 국제 여단이라 불렸으며 스페인 내전을 파시즘을 저지하기 위한 최전방으로 여겼다. 53개 국가에서 모인 약 30,000명의 국제 여단은 스페인 내전 기간 동안 헌신적으로 전투에 참가하였으며 마드리드 공방전에서 파시스트 군대를 저지하는 업적을 달성하기도 하였다. 미국인 의용병으로 구성된 부대는 에이브러햄 링컨 여단으로 캐나다 의용군은 메켄지-파피뉴 여단으로 불렸다. 국제 여단의 상당수는 코민테른에 의해 모집되어 루마니아 공산당에서는 5백명의 공산당원이 참전하였다. 그러나 윈스턴 처칠의 조카 에스먼드 로밀리와 같은 자유주의자들 역시 파시즘에 대항하기 위해 국제 여단에 합류하였다. 당시 국제 여단의 자원병으로 참여한 사람 중에는 헤밍웨이와 조지 오웰 같은 지식인도 상당수 있었다.
영국과 프랑스가 불간섭 조약을 체결하여 어정쩡한 태도를 유지하고 있었기 때문에 국제 여단의 참전은 공화파에게 사실상 유일한 병력 지원이었다.

#### 소련
소련은 스페인 공화국 정부에게 군사물자를 지원하였다. 내전 기간 동안 지원된 군수 물자는 비행기 806기, 전차 362대, 야포 1,555문 등이었다. 또한 소련은 국제 연맹의 불간섭 조약을 무시하고 소수의 군사를 파견하기도 하였다. 그러나 스탈린은 히틀러와 비밀리에 불가침 조약을 준비하고 있었기 때문에 소련의 직접적인 지원은 제한적이었다. 대신에 군자금으로 상당한 양의 금을 스페인 은행으로 보냈다. 이때 보내진 510 톤의 금은 모스크바 황금으로 알려져 있다.
소련은 약 700명의 군인을 파견하였다. 독일을 자극하지 않기 위해 "의용군"이라 불린 이들은 전차와 전투기를 운용하였다. 이들의 참전은 "X 작전"이라 불렸다.

#### 멕시코
당시 멕시코 내부의 여론은 다수가 프랑코파의 승리를 원하는 것이었다. 그러나 아메리카의 다른 나라와 달리 멕시코는 공식적으로 스페인 공화국 정부를 지원하였다. 그러나 실제 지원 규모는 2백만 달러 규모에 불과하였다. 멕시코는 멕시코 공군이 보유하고 있던 벨랑카 CH-300 등의 전투기를 지원하였다.

## 내전의 전개
내란은 독일과 이탈리아의 지원을 받는 프랑코파 반란군의 우세로 진행되었다. 1937년 바스크 북부지방과 아스투리아스 지방이 반란군에 점령되었고, 1938년 12월 카탈루냐 지방이 반란군의 공격을 받아 1939년 3월 5일 공화파 정부는 프랑스로 망명하였다. 3월 7일에는 마드리드에서 공화파 내의 비 공산당 세력이 공산당으로부터 공격을 받아 또다른 내란이 발생하였고 3월 28일 반란군이 마드리드에 입성하였다.

### 1936년

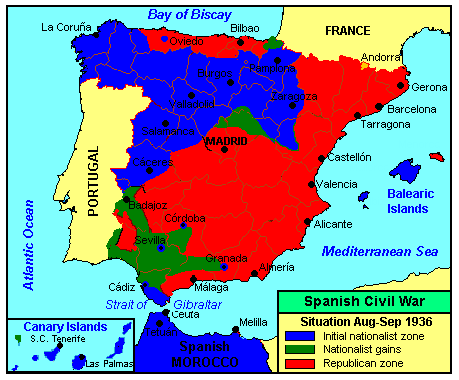
1936년의 내전 상황
청색 - 프랑코파 반군
적색 - 제2공화국 정부

내전 발발 직후인 7월 20일 반란군의 사령관이었던 산후르호가 비행기 추락사고로 사망한다. 이로 인해 반란군 측의 지휘 체계는 양분되어 북방에서는 에밀리오 몰라가, 남방에서는 프란시스코 프랑코가 지휘권을 갖게 되었다. 반란 5일째인 7월 21일 반란군은 스페인 해군의 기항 페롤을 점령한다. 몰라 휘하에 있던 베오르레기 카네 대령은 7월에서부터 9월까지 스페인 북부의 기푸스코아 주를 점령해 나갔다. 키푸스코아에는 파시스트에 맞선 공화국 군대가 고립되어 있었다. 9월 5일 격렬한 전투 끝에 프랑스인으로 구성된 공화파 군대가 지키던 이룬이 반란군측에 점령당하였다. 9월 13일에는 바스크 지방의 주도 빌바오의 관문인 산 세바스티안이 반란군에게 항복하였다. 공화국 정부군은 9월 말까지 비즈카야에서 저항하였다.
9월 21일 살라망카에서 회합을 가진 반란군은 프랑코를 총사령관으로 추대하였다. 9월 27일 톨레도에서 벌어진 알사자르 공방전이 프랑코의 승리로 끝나자 반란군은 전황에서 유리한 위치를 차지하게 되었다. 10월이 되자 프랑코의 반란군은 마드리드를 공격하기 시작하였다. 11월 6일 공화국 정부는 전투를 피해 발렌시아로 옮겨졌고 주요한 전투는 11월 8일에 시작되었다. 프랑코의 반란군은 11월 27일까지 3,000여 명의 국제 여단이 지키고 있는 마드리드를 향해 맹공을 퍼부었으나 함락에 실패하였다. 프랑코는 전략을 바꿔 마드리드를 포위하여 고립시키고 전폭기를 동원하여 폭격하였다. 마드리드는 그 후로도 2년 동안 고립된 채 반란군과 싸웠다.

### 1937년

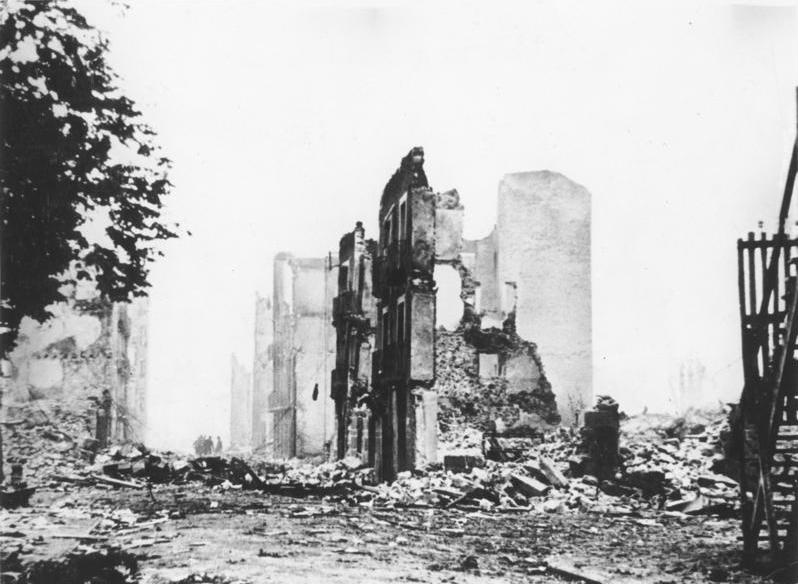
나치 독일의 폭격으로 폐허가 된 게르니카

1937년 1월과 2월에 걸쳐 프랑코는 마드리드를 함락하고자 공격하였으나 또 다시 실패하였다. 2월 8일 말라가가 프랑코군에 의해 함락되었다. 2월 21일 국제 연맹의 불간섭 조약이 발효됨에 따라 파시스트 측의 외국 병력 참전은 불법 교전으로 간주되게 되었다. 그러나 3월 7일 나치 독일은 의용군이라는 명목으로 콘도르 군단을 파병하면서 하인켈 He 51 전폭기를 스페인에 투입하였다. 4월 26일 독일의 전폭기는 게르니카를 폭격하여 수백명의 민간인을 학살하였다. 이틀 뒤 프랑코는 게르니카를 함락하였다.
게르니카 함락 이후 공화군은 대대적인 반격에 나섰다. 프랑코가 마드리드 함락을 위해 전력을 쏟아붇는 사이 공화군은 세고비아를 탈환할 수 있었다. 6월부터 벌어진 빌바오 전투에서 격전이 벌어졌다. 7월 3일 공화군은 반란군의 부사령관이었던 에밀리오 몰라를 사살하였다. 공화군은 전력을 다해 마드리드를 포위하고 있던 프랑코군에 대적하기로 결심하였다. 두 군대는 마드리드 근교에서 벌어진 브루네테 전투에서 정면으로 맞붙어 싸웠다. 이 전투의 결과 공화군은 마드리드 포위를 분쇄할 수 있었다.
8월이 되자 프랑코는 아라곤 지방을 공격하였으며 산탄데르를 점령하였다. 이후 두 달간 벌어진 아스투리아스 지방의 전투에서 바스크 지방의 공화군은 끝내 항복하였다. 이후 프랑코의 군대는 스페인 북부지역을 점령해 나갔으며 11월에는 발렌시아로 진격해 오기 시작하였다. 결국 공화파 정부는 바르셀로나로 옮겨졌다.

### 1938년

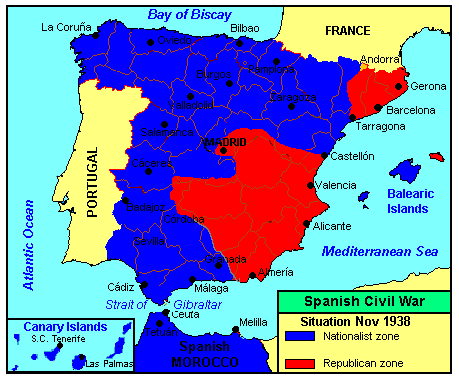
1938년의 내전 상황

반란군의 군대가 테루엘 전투에서 승리함으로써 내전의 상황은 반란군 측에게 유리하게 되었다. 테루엘은 오랫동안 반란군이 강세를 보이던 곳이었다. 1938년 1월, 공화군은 테루엘을 점령하였다. 프랑코는 독일과 이탈리아의 공군의 지원을 받아 테루엘을 공격하였다. 2월 22일엔 피아를 가리지 않는 무차별 폭격 끝에 테루엘은 다시 반란군의 수중으로 떨어졌다.
3월 7일 프랑코 측은 아라곤 공격을 감행하였다. 4월 17일 프랑코파의 군대가 지중해 연안까지 진격함으로써 정부 진영은 남북으로 양분되었다. 5월이 되자 정부는 강화 조약을 요청하였다. 그러나 프랑코가 정부에 대해 무조건 항복을 요구하여 협상은 결렬되었고 프랑코군은 발렌시아를 압박하기 시작하였다. 7월까지 계속된 공방의 결과 공화군은 자신들의 XYZ 방어선을 사수할 수 있었다.
공화국 정부는 에브로 전투가 진행 중이던 7월 24일부터 11월 26일까지 대대적인 지원 호소에 나섰다. 그러나 정부의 지원 호소는 실패하였는데, 이미 영국은 체코슬로바키아에 대한 히틀러의 야심을 포기하게 하는 대가로 프랑코와 뮌헨 협정을 준비하고 있었다. 서방 세계의 연합에 의한 반파시스트 전선이라는 정부의 희망은 크게 흔들리게 되었다. 아프리카 군단이 주축이된 4만명의 프랑코파 군대를 상대로 공화군은 에브로 전투에서 분투하였으나 이미 병력과 무기에서 절대적으로 수세에 몰려있던 공화군은 결국 패배할 수밖에 없었다. 신년을 이틀 앞둔 세밑에 프랑코는 군대를 카탈루냐 지방으로 진격하기 시작하였다.

### 1939년

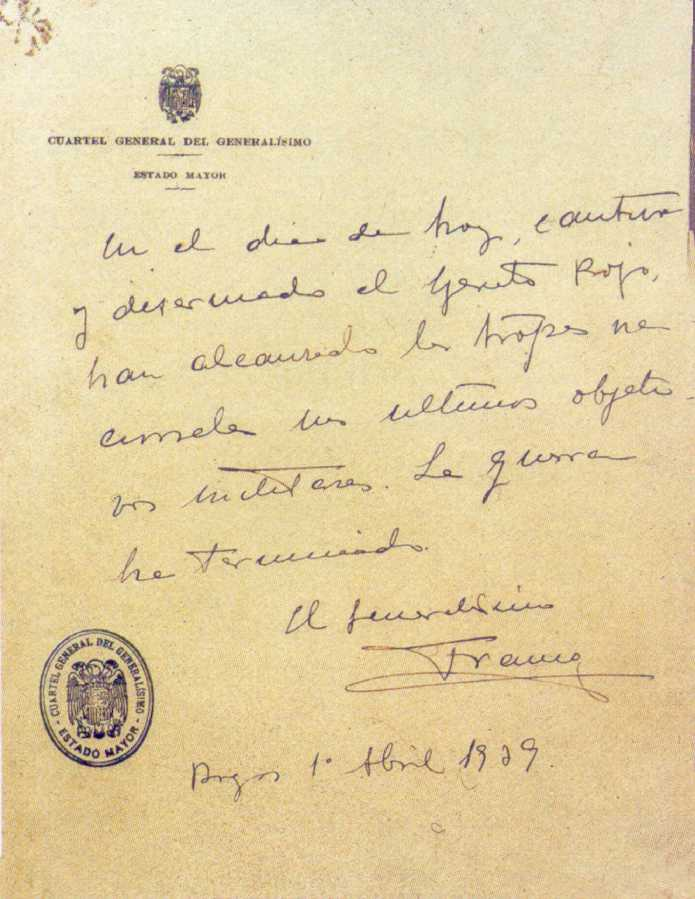
1939년 4월 1일 프랑코의 종전 선언 메모. 그러나 일부 지역에서는 여전히 저항이 계속되고 있었다.

반란군은 신년이 시작된 두 달 동안 바람과 같이 카탈루냐 지방을 점령해 나갔다. 2월 27일엔 영국과 프랑스는 프랑코 체제를 인정하였다. 마드리드를 비롯한 몇몇 지역만이 공화군 최후의 보루가 되었다. 인민전선파 내부에서도 철저한 항전을 목표로 한 스페인 공산당과 전의(戰意)를 상실한 아나키스트 사이에 내분이 발생했다. 3월 28일 마드리드가 점령되었고 그 다음날에는 발렌시아 역시 점령되었다. 4월 1일 프랑코는 라디오 연설을 통해 스페인 공화국 정부가 항복하였음을 선언하였다.
전쟁이 끝나고 프랑코가 집권하자 잔혹한 보복이 뒤따랐다. 수천명의 공화군이 투옥되었고 최소 30,000명이 처형되었다. 이 때의 희생자 수가 50,000명에 달한다는 기록도 있다. 수많은 사람들이 강제 노역을 해야만 하였다.
전쟁 후 공화파의 상당수가 망명하였다. 프랑스로 피신한 사람의 수는 50만 명에 달한다. 1944년 프랑코에 대항하는 게릴라인 스페인 마퀴스가 결성되었으며 제2차 세계대전 기간 동안 레지스탕스와 연대하여 나치에 맞섰다. 스페인 마퀴스는 1950년대까지 활약하였다.

## 결과
내란 과정에서 사망한 사람의 수는 50만 명 이상으로 추산된다. 또한 내전 후에도 승리한 반란군 측은 반대 세력에 대한 대대적인 숙청 및 보복을 시작했다. 심지어는 영아를 조직적으로 유괴해 인신 매매까지 자행하였다.
스페인의 총통이 된 프랑코는 1975년 사망할 때까지 일인독재정치를 계속하였다. 또한 프랑코의 사후(死後)에 부르봉 왕조가 복고하여 현재에 이르고 있다.

### 프랑코 정권
제2차 세계 대전 중, 프랑코 치하의 스페인은 추축국과의 지나친 동맹을 우려한 미국에 의해 무역이 봉쇄되어 자급자족적 경제를 할 수밖에 없었다. 제2차 세계 대전이 끝나자 마셜 플랜에 따른 지원이 어느 정도 이루어졌으나 농촌의 상황은 매우 열악하였다. 1950년대부터 1960년대에 또다시 25만명 이상의 대규모 이민이 있었다. 이민자들의 대부분은 프랑스로 향하였다. 이로 인하여 스페인 출신 프랑스인은 오늘날에도 외국 출신 프랑스인 가운데 가장 많은 부분을 차지하고 있다.
1955년부터 스페인은 국제적 고립에서 벗어나 유엔에도 가입하였다. 1960년대 중반에 들어서 스페인은 높은 수준의 경제 발전을 이룩하였으나, 인민전선파에 대한 탄압은 계속되었고, 아울러 공화파를 지원했던 바스크어와 카탈루냐어는 공공장소에서의 사용이 금지되었다. 인민전선파의 스페인 망명 정부는 멕시코에서 1976년까지 존속했다.

## 관련 작품
스페인 내전은 많은 예술작품의 소재가 되었는데, 헤밍웨이의 《누구를 위하여 종은 울리나》, 조지 오웰의 《카탈루냐 찬가》 등은 문학적 가치뿐만 아니라 내전에 직접 참전한 사람들의 기록으로서 의미가 있다. 켄 로치 감독의 영화 《랜드 앤 프리덤》도 스페인 내전을 배경으로 하고 있다. 기예르모 델 토로 감독의 《판의 미로》는 스페인 내전을 배경으로 한 판타지 영화이다.

## 같이 보기
- 스페인의 역사
- 프란시스코 프랑코
- 동물농장
- 부에나벤투라 두루티
- 프란시스코 사바테 요파르트
- 철의 칼럼
- 콘도르 군단
- 프랑코 정권
- 전쟁 영화 목록
- 로버트 카파
- For Whom the Bell Tolls (메탈리카의 노래)

### 내용주
1. ↑  스페인 사회주의 노동자당, 공화좌파, 공화연합, 스페인 공산당, 조합주의당 및 기타 정당(민주 연방 공화당, 국민 좌파 공화당) 등 좌익 계열의 스페인 정당들이 연합하여 결성되었다.
2. ↑  스페인 사회주의노동자당 산하의 노동조합. 급진적인 혁명주의자들도 여럿 있었고 1934년 아스투리아스 광부 노동자 파업에서 활약하였다.
3. ↑  공화파 정부와는 별개로 바르셀로나와 카탈루냐 지역에서 독자적으로 투쟁하였다.
4. ↑  1936년 7월 17일부터 1937년 6월 1일까지 스페인 내전에 참전하였다. 그러나 후안 네그린 총리가 이끄는 공화파 정부에 의해 불법으로 간주되어 소련과 코민테른, 스페인 공산당에 의해 해산되었다.
5. ↑  카탈루냐 공화좌파당, 카탈루냐 행동, 카탈루냐 공산당이 연합하여 결성되었다.
6. ↑  바스크 국민당, 바스크 국민 행동이 연합하여 결성되었다. 바스크 자치정부는 처음에는 시장자유주의 이념을 띠어 상당히 우파적이었고 때문에 인민전선에 참여하지 않았지만, 공화파 정부가 바스크 자치정부에 대한 인정을 댓가로 참전을 요구하자 1936년 7월 17일에 공식 참전하였으며 1937년 8월 24일에 산토냐 협정으로 이탈리아 의용군에게 항복하기 전까지 계속 공화파측에서 활동하였다.
7. ↑  미국, 프랑스, 영국, 폴란드, 벨기에, 네덜란드, 캐나다, 스웨덴, 스위스, 아일랜드, 체코슬로바키아, 유고슬라비아, 그리스, 헝가리, 불가리아 포함 50여 개 국가에서 의용병을 파견하였다.
8. ↑  발렌시아 좌파, 갈리시아당.
9. ↑  군사고문단 및 정보요원, 기술자 파견, 전차와 전투기 등의 무기 지원.
10. ↑  식량 및 무기 지원.
11. ↑  일시적인 군사통행권과 전투기 및 조종사, 전차 제공.
12. ↑  스페인 농업당, 스페인 국민당, 가톨릭 교회 포함.
13. ↑  군사고문단 파견, 콘도르 군단을 비롯한 공군 지원 및 전차, 전투기, 대공포 등의 무기 지원.
14. ↑  육군-해군-공군으로 이루어진 이탈리아 왕국군 일부를 '이탈리아 의용군'이라는 이름으로 파병.
15. ↑  의용군 파병 및 물자 지원.
16. ↑  국민파에 자금 지원 및 옹호 성명 발표.
17. ↑  
  - 국민파: 십자군 전쟁(스페인어: La Cruzada 라 크루자다[*]), 혁명(스페인어: La Revolución 라 레볼루시온[*])
  - 카를로스파: 제4차 카를리스타 전쟁(스페인어: La Cuarta Guerra Carlista 라 쿠아르타 게라 카를리스타[*])
  - 공화파: 반란(스페인어: La Rebelión 라 레벨리온[*]), 봉기(스페인어: La Subblevación 라 수블레바시온[*])
18. ↑  미국은 공식적으로는 중립을 표방했지만 공화파와 지원국 소련 측에는 전투기와 같은 항공기들을, 국민파 측에는 가솔린과 같은 물자들을 팔았다.
19. ↑  특히 수십만명이 프랑스 남부의 난민 캠프로 피신했다.[15]
20. ↑  특히 바스크 지방에서 분리주의 운동이 거셌다.[20]
21. ↑  이때의 총선은 당시 기준에서는 실질적이었을지 몰라도 적어도 법적으로는 지방 선거에 해당하는 것이었고, 공식적으로 왕정 유지나 공화정 수립 등과 같은 체제의 선택 및 헌법 제정 자체를 국민들에게 의사를 묻는 선거는 아니었다. 바로 이때문에 스페인 제2공화국은 민주적인 정당성 면에서 취약점을 드러냈다. 민주적인 절차로 국민의 의사를 묻기보다 우익 세력들이 미구엘 프리모 데 리베라의 사임의 여파로 지리멸렬하던 틈을 타서 중도 세력과 좌익 세력들이 정치적 협의를 통해서 권력을 획득한 것이기 때문이었다. 그래서 프랑코 사후의 스페인 민주화 과정에서는 좌우파간 합의를 이끌어내고 공식적으로 헌정체제 이행절차를 국민투표에 부쳐 민주 체제를 형성해야 했다.
22. ↑  이때 좌파의 관점에서 본다면 '민주주의'라는 개념은 20세기 후반 이후의 그것과는 다소 달랐는데, 쉽게 말하자면 공화좌파를 포함하여 다원주의나 다양성의 존중이라기보다는 정교분리와 정도의 차이는 달라도 파시즘의 배제, 농경지 재분배 등 사회주의적 요소가 들어간 자신들만의 개혁 정책을 펼치기 위한 수단에 불과했다. 따라서 제2공화국은 정부 수립 초기부터 공화국 수호법을 발효하여 왕정 시대보다 더욱 검열을 강화시켰고 때문에 많은 노동자들에게 스페인 제2공화국은 왕정과 다를 바가 없다는 인식을 심어주었을 뿐만 아니라 CNT의 공화정 전복 의사를 이끌어내기도 하였다.[27]
23. ↑  당시 스페인 영토의 1/3이 교회 소유였다는 낭설과는 달리, 스페인의 가톨릭 교회는 토지를 보유하고 있지 않았는데 왜냐하면 1837년의 개혁으로 인해 토지를 대거 매각하였고 이를 귀족과 부르주아들이 전부 사들였기 때문이었다. 그래서 1930년대 기준으로 가톨릭 교회라는 조직 자체는 몰라도 개별 성직자들은 그다지 부유하지 않았고, 그랬기에 성직자들은 양 진영에 소속되거나 중립을 지키는 등 가톨릭 교단 자체의 의향과는 거리가 먼 행동을 했다. 그리고 가톨릭 교단도 전체 교단과 바티칸을 포함하여 해외 각국의 가톨릭교도들의 입장도 또 조금씩 차이가 있었다.
24. ↑  1931년만 하더라도 좌파 정부에 대한 기대감을 어느정도 가지고 있었지만, 1931~1933년 사이에 1차 좌파 정부 시기의 좌파 정당들ㅡ 특히 사회노동당 내부의 프리에토, 베스테이로 같은 중도파가 오히려 기득권 층의 지지를 얻고자 토지개혁을 미적지근하게 하고 노동단체에 대한 탄압을 강화하자 이에 크게 실망한 아나키스트 노조 CNT가 선거 불참을 선언하며 좌파에 대한 지지를 철회한 것이 크게 작용하였다.
25. ↑  다만 이때문에 마누엘 아사냐는 자신이 제2공화국 초기에 지나치게 중도와 우파에게 '유화적으로' 나갔다고 착각하게 되었고, 36년의 총선으로 총리가 된 이후에는 철저하게 중도와 우파를 배제하고 극좌에 끌려다녔는데 이 과정에서 좌파와 우파 간 유혈사태에 대해서는 일방적으로 좌파에 유리하게 대응함으로써 내전의 단초 중 하나를 제공하였다.
26. ↑  스탠리 G.페인은 이를 두고 "순전히 19세기적인 전민주주의적 정치행동이면서 중도는 이미 경쟁력을 잃어버렸고 거기에 가장 책임이 있는 사람은 바로 니세토 알칼라사모라"라며 지적했다.
27. ↑  통칭 팔랑헤당, 약칭 FE de las JONS. 베니토 무솔리니의 영향을 받은 극우 파시즘 정당이어서 CDEA와의 협력을 거부한 끝에 1936년 총선에서는 매우 실망스러운 결과를 받았다. 애초에 산업화도 안되있었을 뿐더라 전통 영농 사회구조도 소규모 자영농 중심이었던 본거지 카스티야 지역에서나, 그것도 기성 보수우익 세력들을 딱히 압도하지도 못한 채로 존재감을 발휘했고 안달루시아에서는 아예 지주 세력의 기성 보수, 나바라·바스크·카탈루냐에서는 카를로스파에게 뒤쳐지는 등 전국적인 세력 규모는 우익 내에서 가히 최악에 가까웠다. 그러나 1936년 총선이 끝나고 스페인 내전의 발발 이후에는 CEDA의 모락에 힘입어 급속한 성장을 이루어냈고 창당자 호세 안토니오 프리모 데 리베라가 공화파에 의해 사형당한 뒤에는 프란시스코 프랑코에 의해 CEDA, 카를로스파, 왕당파, 군부와 통합되어 '통합 팔랑헤'가 되었다. 통합 이후에는 국민생디칼리슴-혁명적 노선 대신에 전통주의, 교권주의, 반동주의 등(프랑코주의)의 노선을 표방하게 되었다.
28. ↑  스페인은 전 세계의 좌익 노동운동 역사상 거의 유일하다시피 한 아나키즘 주류 국가로서, 한때는 이들이 마르크스주의와 사회민주주의 세력보다 더 강성하기도 하였다. 19세기 중후반 이후부터 당시 이베리아반도에서 거의 유일하게 고도로 산업화가 진행되었던 바르셀로나와 여전히 앙시앵 레짐의 라티푼디움 소작농 경제에 놓여있던 안달루시아를 양대 축으로 하여 성장한 스페인의 아나키스트 운동은 보르본 왕정 말기의 리베라 군부독재 정권의 탄압에도 불구하고 제2공화국 시대에 이르면 선거 참여의 유무 만으로 스페인 정국 전체를 뒤흔들 수 있는 일대 세력이 되어 있었다. 처음 좌파 공화정부가 출범한 1931년에 공화파, 제도권 좌익 정당들과 일부 협력했던 아나키스트들은 곧 신생 공화국의 지지부진한 사회 개혁에 실망하여 다시금 독자 행동에 들어갔으나 이는 되려 1933년 총선의 패배와 함께 이후 들어선 우파 공화정부의 집중적인 탄압만 불러왔다. 1934년의 아스투리아스 파업과 스페인 혁명 이후 독자 행동의 한계를 절감한 CNT 지도부는 선거에는 참여하지 않았지만 대대적으로 인민전선을 지지했고, 그 결과 1936년 총선으로 세워진 신정부에서 아나키스트 출신 장관 배출이라는 기묘한 역사적 기록을 세웠다.
29. ↑  이는 1933년 총선에서는 다른 좌파 세력들과 협조를 거부하며 단독적으로 행동했던 아나키스트 노조 CNT가 2년 남짓한 우파 정권의 기간 동안에 무자비하게 탄압당하자 1936년 총선에선 노선을 바꾸어 좌파 대연정을 지지하면서 생긴 결과였다.
30. ↑  우익과 치열하게 국정 장악을 두고 경쟁하는 좌익 가운데 막상 노동계에서 가장 강력한 세력과 지분을 가지고 있던 것이 다른 나라처럼 강력한 국가 통제 및 협동소유를 주장하는 공산당이 아니라 아예 민족국가란 개념 자체를 배격하는 아나키스트 세력이었다는 것은 스페인 근대사의 독특한 특수성이라고 할 수 있다. 그러나 내전기에 인민전선은 끝내 아나키스트들과 장기적이고 안정적인 공조가 가능한 관계를 수립하지 못한 채로 좌익의 역설을 초래하여 종국에는 양측 다 파멸에 이르는 결과를 맞이하게 되었다.
31. ↑  엄밀히 따지자면 총선거에서 제1당으로 등극한 것은 여전히 우파의 CEDA였다. 하지만 인민전선은 공화 좌파의 사회당을 제외한 다른 좌파 성향의 중소 정당들도 나름 성과를 거둔 것과 다르게, 반혁명 국민전선 측은 CEDA 외에는 의석 면에서 이렇다 할 성과를 거두지 못했다.
32. ↑  이에 대해서 스탠리 G. 페인은 최근 저서에서 1936년 당시 일선에서 부정선거가 이루어졌을 가능성을 진지하게 주장하고 있다. 그에 따르면 부정선거는 총 4단계로 이루어졌다.
  1. 선거일인 2월 16일 개표 과정에서 좌파 군중들이 다수 도시에서 투표소에 난입했고 그 이후에 좌파에 대한 몰표가 나왔다.
  2. 2월 16일에 좌파가 과반의석을 차지하고 정부를 구성한 이후에, 이런 식으로 군중이 난입해서 결과가 불분명하다고 간주된 지역에서 재선거를 실시했는데 일반적인 지역 정치색에 맞지 않게 좌파가 당선되었다.
  3. 제2공화국 헌법상 선거로 승리한 의회는 이후 위원회를 개최하여 개표결과를 복기하고 선거과정에서 하자가 있었던 경우 해당 지역구의 결과를 취소하거나 당선자를 바꿀 수 있었는데 (이것 자체는 중도-우파 연정도 했던 합법적인 조치이지만) 좌파는 이 과정에서 일종의 재량의 일탐남용을 저질러 결과를 좌파에 유리하게 짜맞췄다.
  4. 추후 치러진 쿠엔카 지역의 보궐 선거에서 우파 후보를 협박해 사퇴시킴으로써 좌파가 이겼다는 점을 확연하게 상기시켰다.

이를 두고 스탠리 G. 페인은 선거 민주주의는 내전 시작의 한참 전에 명백하게 끝장났으며 내전은 분명히 선거 민주주의의 종말의 원인이 아니라 결과라고도 하였다.[69] 이러한 과정들을 통해서 2월 16일 당시 기준으로는 단순 과반이었던 좌파는 추가로 의석을 얻어 개헌선을 확보하게 되었다.
33. ↑  나중에 내전이 발발하면서 우파 의원들 상당수, 중도파 일부가 국민파 진영에 합류함에 따라 내전기 내내 공화파 의회는 바스크 자치법을 통과시킨 것 외에는 완전히 무력화되어 정치 기구로서의 역할을 거세당하였고, 스페인 공화파는 제대로 된 민주주의 국가라기보다 사실상 소련의 영향력 하에 사회당, 공산당을 위시한 주요 친소련 파벌들이 이끄는 괴뢰국의 과두정부로 전락하였다.
34. ↑  그런데 사실 카바예로의 스페인 사회주의노동당 역시 만약 총선에서 패배했을 경우 '인민전쟁을 통한 정권 탈환을 해야 한다'며 공공연하게 우파를 협박하기도 했고, 실제로 총선에서 승리한 이후에는 스페인 각 지역, 특히 중남부에서 토지에 대한 일부 불합법적인 몰수를 대거 감행하여 농민들에게 나누어주었고 그 밖에도 고용에 대한 무거운 규제를 실시하여 생산비를 배 이상으로 높여 아예 공장의 경영 자체가 불가능하게 만들기도 하는 등의 일을 저질렀다.
35. ↑  스탠리 G. 페인에 따르면 1936년에서 7월 사이의 스페인에서 인민전선이 주도한 행위는 다음과 같다.[69]
  - 거대한 파업의 물결, 파업 다수가 사유재산 지배를 제하고 그 어떠한 실질적인 목적도 없는 폭력과 파괴를 동반함.
  - 특히 남부 지역에서의, 소급적인 입법 적용 혹은 법을 완전히 무시한 불법적인 재산 몰수(심지어 스페인 제2공화국이 헌법상으로 재산권 보호를 명시해놓았음에도). 불법적 몰수와 농업개혁 가속화 사이에서, 역사가 마누엘 튀농 드 라라는 5달 동안 전체 농경지의 5%가 임자가 바뀌었다고 주장했다. 이것은 근대화에도 생산성에도 긍정적인 영향을 주지 않았고 경제적인 효과 측면에서도 대체로 파괴적인 결과만을 불러왔으며 단지 자본이나 기술 진보가 없는 재분배에 가까웠다. 피해자들은 재산권 침해 조치에 대해서 그 어떠한 사법적-행정적 구제를 받지 못했다.
  - 방화와 재산 파괴의 물결, 특히 남부.
  - 남부와 동부에서 교회 및 교회재산 몰수.
  - 자세히 연구되지는 않았으나 중대한 경제 침체, 심각한 주식시장 쇠락, 자본 이탈, 그리고 비용이 시장가치보다 높아짐에 따라 일부 남부 지방에서의 경작 포기 발생. 때문에 여러 남부 시장들은 도주하지 않고 남아있는 자본가들에게 '잔류세' 부과를 시도했다.
  - 표현과 결사의 자유에 대한 심각한 제한을 동반한 광범위 검열 실시. 이것은 공화국 수호법에 기반한 것으로 이전의 왕정 독재정권보다 더 심각했을수도 있다.
  - 수천 명의 우익 인사에 대한 불법적인 체포와 살해, 암살.
  - 인민전선 정당원들에 대한 사실상 불처벌. 이들은 거의 체포되지 않았고 만약 체포되더라도 별다른 형벌을 받지 않거나 금방 풀려났다(예외로 아나키스트들은 간혹 체포되었는데 왜냐하면 당시 인민전선이 아나키스트들은 구성원으로 여기지 않았기 때문이다).
  - 사법을 검열하고 숙청하기 위한 특별 재판소 설치를 통한 사법의 정치화 및 정치적 체포 촉진, 우익정당들을 불법화하기 위한 입법 및 정책 추진.
  - 3월의 팔랑헤당, 5월의 가톨릭 노조에서부터 시작하여 7월의 왕당파 및 스페인 혁신과 같은 우파 조직의 강제 해산.
  - 5월 쿠엔카와 그라나다 특별 선거에서의 야당 활동으로 절정에 달한 선거 과정에서의 협박 증가.
  - 주로 중앙 정부가 임명한 이들이 지방 정부를 구성하면서 생긴 독단적인 지방 행정.
  - 본래 3월 31일에 예정되어 있었던 도시 선거의 무기한 연기.
  - 치안 조직의 정치화와 전복.
  - (지역마다 정도면에서 상이하지만) 정치적 폭력의 성장. 훗날 역사학자들은 2~7월 사이 정치적 폭력에 따른 사망자 수를 낮게는 약 300명에서 높게는 444명 즈음으로 추산한다.
36. ↑  또한 에밀리오 몰라는 다음과 같은 계획도 추가로 세웠다.
  - 1931년의 헌법 폐지
  - 새로운 제헌 의회의 설립
  - 범죄자와 문맹자들을 제외한 대다수의 국민들이 유권자가 되는 정부 구성
  - 공화국 대 군주정에 관한 국민 투표
  - 종교의 자유 보장
  - 정교분리 등의 자유주의적 요소 잔류
  - 소규모 지주를 통한 지역 자치/일부 지역의 집단 농장화를 통한 농업 문제 해결
  - 1936년 2월 이전의 법률을 존중
37. ↑  당시 암살범들중 한명은 스페인 사회주의노동자당의 당수였던 인달레시오 프리에토의 파벌이었는데, 프리에토는 이 소식을 접하고 '이건 전쟁이다'라고 절규하였으나, 정작 그 이후에는 피의자에 대한 구속과 정부 측의 진상해명이 필요했음에도 불구하고 자신의 파벌 인사들을 보호하는 등의 행동을 하였다. 이외에도 카바예로 파벌의 루이스 아라키스타인도 마찬가지로 이러한 살해가 내전의 촉매가 될 것이라고 했고 그 내전의 결과는 '우리의 독재'나 '그들의 독재' 둘 중 하나가 될 것이라고 하였다.
38. ↑  실제로 당시 좌파 계열의 신문 지면에서는 우파들을 '근절'시켜야 한다는 기사가 몇 달째 실리고 있었고, 소텔로 암살사건 이전에도 몇 개월 동안 크게 작은 우파 인사 대상의 암살 및 폭력사건들이 연달아 벌어지고 있었다.
39. ↑  우파 세력들 가운데 가장 공화국에 온정적이었던 파벌은 공화 우파 파벌인데, 물론 이들 중에는 공화국 정부에 대한 충성을 유지한 경우도 있었지만 제2공화국에서 목격한 혼란과 정치적 테러에 염증을 느꼈고 결정적으로 공화국 경찰이 호세 칼보 소텔로를 암살한 것을 계기로 반란을 지지하게 된 사람도 많았다. 특히 쿠데타 참여를 주저했던 카를로스파라던가 국민파의 수장직을 역임했던 미겔 카바야네스, 그리고 프란시스코 프랑코 본인도 이러한 사례 중 하나라고 할 수 있다.
40. ↑  프랑코는 쿠데타를 본격적으로 설계한 몰라 장군과 지속적으로 계획에 관해 의견을 주고 받았지만 6월 하반기에 이르기까지 본인은 쿠데타 참여를 크게 꺼렸다. 심지어 6월 하반기에 쿠데타에 참여하겠다고 했음에도 쿠데타의 가능성에 회의적이어서 발을 뺄 태세를 보였고 몰라는 이에 경악하여 프랑코 대신 산후르호에게 모로코 주둔군을 맡기는 방향으로 계획을 수정하기까지 했다. 하지만 호세 칼보 소텔로 살해 사건이 터진 다음날에는 협상에 미적대던 카를로스파도 그렇고 프랑코도 그렇고 다들 본격적으로 적극 가담하기로 입장을 선회하게 되었다. 그들 입장에서는 반란을 일으키는 것보다 반란을 일으키지 않는 것이 더 위험하다고 생각했기 때문이다.
41. ↑  세비야는 내전 발발 직전까지만 하더라도 '붉은 세비야'라 불릴 만큼 좌파의 영향력이 강했으며, 비단 세비야 외에도 안달루시아를 포함한 스페인 남부는 소작농이 인구의 대부분을 차지하고 있었을 뿐더러 좌경화가 강한 지방에다 경제적인 환경도 좋지 않았기 때문에, 총선 승리를 계기로 PSOE나 아나키스트와 같은 좌익 세력의 주도 하에 토지 점유 및 대대적인 몰수가 일어나고 있었으므로 갈등이 최고조에 달하고 있던 지방이었다.
42. ↑  가령 1936년 8월 5일 해협수송의 경우 독일제 Ju 52 수송기와 Do 17 폭격기가 엄호에 동원되었다. 8월 7일에는 공화국 해군의 드레드노트급 전함 하이메 1세(ESPS Jaime I)와 경순양함 Liberted(ESPS Liberted)가 아프리카 군단의 상륙지점인 지브롤터 항구와 마주한 항구도시 알헤시라스(Algeciras)를 포격하고 건보트 Dato를 손상시켰다. 그러나 독일 융커스 폭격기와 이탈리아 폭격기가 전함 하이메 1세에 큰 손상을 입혔고 도이칠란트급 장갑함 도이칠란트(Deutschland)와 아트미랄 셰어(Admiral Scheer)가 투입되자 공화파 해군은 더 이상 해협 견제를 할 수 없었다.
43. ↑  사실 이는 러시아 혁명 당시 알렉산드르 케렌스키가 라브르 코르닐로프의 쿠데타를 막기 위해서 노동자에게 무기를 분배하였다가 볼셰비키에게 전복당한 것을 보고 극좌 세력들의 준동을 경계했기 때문이었다. 당시 스페인 제2공화국 정부는 반란을 일으킨 우파도, 선거 시기에 반란을 예고하고 실제로 1934년에 아스투리아스에서 반란을 일으켜 본 좌파도 제대로 신뢰하는 것이 불가능했다.
44. ↑  카사레스 키로가는 우익의 쿠데타가 일어난 상황에서도 이를 쿠데타 발발 4일째까지 부인하고, 또한 이에 대비하여 노조들에게 무기를 분배하라는 조언을 듣지 않았다. 이는 결국 좌익 전투 노조원 수만 명의 목숨과 대도시 여럿의 함락이라는 최악의 결과만 불러왔다.[주 43]

### 참조주
1. ↑  Larrazáhal, R. Salas. “Aspectos militares de la Guerra Civil española”. 2022년 3월 19일에 원본 문서에서 보존된 문서. 2018년 9월 11일에 확인함.
2. ↑  “Warships of the Spanish Civil War (1936–1939)”. 《kbismarck.com》. 2020년 6월 24일에 원본 문서에서 보존된 문서. 2008년 1월 22일에 확인함.
3. 1 2  Thomas, Hugh. The Spanish Civil War. Penguin Books. London. 1977 (and later editions).
4. 1 2  Clodfelter 2017, 339쪽.
5. ↑  Casanova 2010, 181쪽.
6. ↑  Maestre, Francisco; Casanova, Julián; Mir, Conxita; Gómez, Francisco (2004). Morir, matar, sobrevivir: La violencia en la dictadura de Franco. Grupo Planeta. ISBN 978-8484325062.
7. ↑  Jackson, Gabriel (1967). The Spanish Republic and the Civil War, 1931–1939. Princeton University Press. ISBN 0691007578.
8. ↑  Graham, Helen; Preston, Paul (1987). 〈The Spanish Popular Front and the Civil War〉. 《The Popular Front in Europe》 (영어). London: Palgrave Macmillan. 106–130쪽. ISBN 978-1349106189.
9. ↑  Juliá, Santos (1999). 《Un siglo de España. Política y sociedad》 (스페인어). Madrid: Marcial Pons. ISBN 8495379031. Fue desde luego lucha de clases por las armas, en la que alguien podía morir por cubrirse la cabeza con un sombrero o calzarse con alpargatas los pies, pero no fue en menor medida guerra de religión, de nacionalismos enfrentados, guerra entre dictadura militar y democracia republicana, entre revolución y contrarrevolución, entre fascismo y comunismo.
10. ↑  Carr, E. H. (1984). 《The Comintern and the Spanish Civil War》. London: Macmillan. ISBN 0-394-53550-2.
11. ↑  Whealey, Robert H. (2005). 《Hitler and Spain: The Nazi Role in the Spanish Civil War, 1936-1939》. University Press of Kentucky. ISBN 0-8131-9139-4.
12. ↑  Beevor 2006, 43쪽.
13. ↑  Preston 2006, 84쪽.
14. 1 2  Payne 1973, 200–203쪽.
15. ↑  “Refugees and the Spanish Civil War”. 《History Today》. 2019년 8월 24일에 원본 문서에서 보존된 문서. 2019년 8월 24일에 확인함.
16. 1 2  Payne 2012.
17. ↑  Bolloten, Burnett (1991). 《The Spanish Civil War: Revolution and Counterrevolution》. Chapel Hill: University of North Carolina. ISBN 0-8078-1906-9.
18. ↑  Payne 2012, 79, 93-97쪽.
19. 1 2  엔터니 비버(2006), 7 ~ 30쪽
20. ↑  강석영, 《현대 스페인》, 한국외국어대학교출판부, 2007년, ISBN 89-7464-448-7, 제10장 바스크 분리주의 운동
21. 1 2  강석영, 현대스페인, 한국외국어대학교출판부, 2008, 서울, ISBN 89-7464-448-7, 13-14쪽
22. ↑  엔터니 비버(2006), 40-43쪽
23. ↑  조지 오웰, 정영목 역, 《카탈로니아 찬가》, 민음사, 2001년, ISBN 9070020240 {{isbn}}의 변수 오류: 유효하지 않은 ISBN., 300쪽
24. ↑  엔터니 비버(2006), 45-46쪽
25. ↑  이강혁(2006),288-290쪽
26. ↑  이강혁(2006),291-292쪽
27. ↑  Beevor 2006, 26쪽.
28. ↑  강석영, 현대스페인, 한국외국어대학교출판부, 2008, 서울
29. ↑  이강혁(2006), 293-294쪽
30. ↑  Preston 2006, 38–39쪽.
31. ↑  Preston 2006, 22쪽.
32. ↑  Preston 2006, 42쪽.
33. ↑  Beevor 2006, 22쪽.
34. ↑  Seidman 2011, 16–17쪽.
35. ↑  Thomas 1961, 47쪽.
36. ↑  Preston 2006, 61쪽.
37. ↑  Preston 2006, 45–48쪽.
38. ↑  Preston 2006, 53쪽.
39. ↑  Hayes 1951, 91쪽.
40. ↑  Casanova 2010, 90쪽.
41. ↑  Preston 2006, 54–55쪽.
42. ↑  Hansen, Edward C. (1984년 1월 2일). “The Anarchists of Casas Viejas (Book Review)”. 《Ethnohistory》 31 (3): 235–236. doi:10.2307/482644. ISSN 0014-1801. JSTOR 482644.
43. ↑  Beevor 2006, 27쪽.
44. ↑  Payne 2006, 41–47쪽.
45. ↑  Preston 2006, 67–68쪽.
46. ↑  Thomas 1961, 75쪽.
47. ↑  Preston 2006, 66–67쪽.
48. ↑  Preston 2006, 63–65쪽.
49. ↑  Thomas 1961, 62쪽.
50. ↑  Preston 2006, 69–70쪽.
51. ↑  Preston 2006, 70쪽.
52. ↑  Preston 2006, 83쪽.
53. ↑  Casanova, Julián (2005). “Terror and Violence: The Dark Face of Spanish Anarchism”. 《International Labor and Working-Class History》 67 (67): 79–99. doi:10.1017/S0147547905000098. JSTOR 27672986.
54. ↑  Payne & Palacios 2018, 88쪽.
55. ↑  Orella Martínez, José Luis; Mizerska-Wrotkowska, Malgorzata (2015). 《Poland and Spain in the interwar and postwar period》. Madrid: Schedas, S.l. ISBN 978-8494418068.
56. ↑  Payne 2006, 90쪽.
57. ↑  The Splintering of Spain, p. 54 CUP, 2005
58. ↑  Beevor 2006, 27–30쪽.
59. ↑  Casanova 2010, 138쪽.
60. ↑  Madariaga – Spain (1964) p. 416 as cited in Orella Martínez, José Luis; Mizerska-Wrotkowska, Malgorzata (2015). 《Poland and Spain in the interwar and postwar period》. Madrid: Schedas, S.l. ISBN 978-8494418068.
61. ↑  “Salvador de Madariaga y la Revolución de Asturias”. 2019년 9월 3일. 2025년 1월 16일에 확인함.
62. ↑  Payne, Stanley G. The collapse of the Spanish republic, 1933–1936: Origins of the civil war. Yale University Press, 2008, pp. 110–111
63. ↑  Salvadó, Francisco J. Romero. Twentieth-century Spain: politics and society, 1898–1998. Macmillan International Higher Education, 1999, p. 84
64. ↑  Mann, Michael. Fascists. Cambridge University Press, 2004, p. 316
65. ↑  Seidman 2011, 18–19쪽.
66. ↑  이강혁(2006),296쪽
67. ↑  Thomas (1961). p. 92.
68. ↑  Lozano, Elecciones de 1936.
69. 1 2  Stanly G. Payne (2012년 7월 14일). 《Spanish Civil war》. Cambridge University Press.
70. ↑  Álvarez Tardío, Manuel (2017년 9월 29일). “El «desordenado empuje del Frente Popular». Movilización y violencia política tras las elecciones de 1936”. 《Revista de Estudios Políticos》 (177): 147–179. doi:10.18042/cepc/rep.177.05.
71. 1 2 3 4  Preston 1983, 4–10쪽.
72. 1 2  Hayes 1951, 100쪽.
73. ↑  Rabaté, Jean-Claude; Rabaté, Colette (2009). 《Miguel de Unamuno: Biografía》 (스페인어). Taurus.
74. ↑  Balcells 2017, 58–59쪽.
75. ↑  Seidman 2017, 15쪽.
76. ↑  Seidman 2017, 15–16쪽.
77. ↑  Seidman 2017, 16쪽.
78. ↑  Preston 2006, 93쪽.
79. ↑  Simpson, James, and Juan Carmona. Why Democracy Failed: The Agrarian Origins of the Spanish Civil War. Cambridge University Press, 2020, pp. 201–202
80. ↑  Ruiz, Julius. The'red Terror'and the Spanish Civil War. Cambridge University Press, 2014, pp. 36–37
81. ↑  Puzzo, Dante A. (1969). 《The Spanish Civil War》. New York: Van Nostrand Reinhold. 16쪽. ISBN 9780442001025.
82. 1 2  Preston 2006, 94–95쪽.
83. 1 2 3  Preston 2006, 94쪽.
84. ↑  Hayes 1951, 103쪽.
85. ↑  Payne 2012, 67–68쪽.
86. ↑  Payne & Palacios 2018, 113쪽.
87. ↑  Payne 2011b, 89–90쪽.
88. ↑  Payne 2012, 115–125쪽.
89. ↑  Payne 2011b, 90쪽.
90. ↑  Jensen, Geoffrey (2005). 《Franco : soldier, commander, dictator》 1판. Potomac Books. 68쪽. ISBN 978-1574886443.
91. ↑  Preston 2006, 95쪽.
92. 1 2 3 4  Preston, Paul, Franco and Azaña, Volume: 49 Issue: 5, May 1999, pp. 17–23
93. ↑  Preston 2006, 96쪽.
94. ↑  Casanova, Julián. The Spanish republic and civil war. Cambridge University Press, 2010, p. 141
95. ↑  Alpert, Michael BBC History Magazine April 2002
96. 1 2  Preston 2006, 98쪽.
97. ↑  Payne & Palacios 2018, 115–116쪽.
98. 1 2 3 4  Preston 2006, 99쪽.
99. 1 2  Thomas 2001, 196–198쪽.
100. ↑  Payne (2020, 323쪽)
101. ↑  Bullón de Mendoza (2004, 695쪽): "Demonstrators had 5 killed and 34 wounded."
102. ↑  Payne & Palacios 2018, 115쪽.
103. 1 2  Esdaile, Charles J. The Spanish Civil War: A Military History. Routledge, 2018.
104. ↑  Beevor 2006.
105. ↑  Payne 2012, 69–70쪽.
106. ↑  Seidman 2011, 17쪽.
107. ↑  Dolores Ibárruri. Documents. Marxists Internet Archive.
108. ↑  Thomas (1961), p. 126.
109. ↑  Beevor 2006, 55–56쪽.
110. ↑  Alpert, Michael BBC History Magazine April 2002
111. ↑  Preston 2006, 102쪽.
112. ↑  Beevor 2006, 56쪽.
113. ↑  Beevor 2006, 56–57쪽.
114. ↑  Preston 2006, 56쪽.
115. ↑  Beevor 2006, 58–59쪽.
116. ↑  Westwell 2004, 9쪽.
117. ↑  Howson 1998, 28쪽.
118. ↑  Chomsky, Noam (1969). 《American Power and the New Mandarins》 (영어). Pantheon Books.
119. ↑  Beevor 2006, 69쪽.
120. ↑  Thomas 2001.
121. ↑  Chomsky, Noam. "Objectivity and Liberal Scholarship (1969)" in Chomsky on Anarchism. AK Press, Oakland CA, 2005.
122. ↑  Beevor, The Battle for Spain, (2006) ("Chapter 21: The Propaganda War and the Intellectuals")
123. ↑  Antony Beevor, The Spanish Civil War, pp 32-3.
124. ↑  Payne, Stanley George The Spanish Civil War, the Soviet Union, and Communism p. 118 (2004 Yale University Press)
125. ↑  Antony Beevor, The Spanish Civil War, pp 42-43.
126. ↑  로버트 O 팩스턴, 손명희 최희영 역, 파시즘:열정과 광기의 정치 혁명, 교양인, 2005, ISBN 89-955300-5-7, 338쪽
127. ↑  Alpert, Michael (2013), The Republican Army in the Spanish Civil War, 1936–1939, Cambridge, ISBN 9781107028739, p. 19
128. ↑  32.000 Guardia Civil, 17.000 Guardia de Asalto, 16.000 Carabineros, Molina Franco Lucas, Sagarra Renedo Pedro, González López Óscar (2021), El factor humano. Organización y liderazgo para ganar una guerra. La Jefatura de Movilización, Instrucción y Recuperación en la Guerra Civil española, Madrid, ISBN 9788490916100, p. 50
129. ↑  detailed percentage split by formation (loyalist share: 51% of Guardia Civil, 65% of Carabineros and 70% of Guardia de Asalto) is provided in Tusell, Javier (1998), Historia de España en el siglo XX. Tomo III, ISBN 8430603328, p. 300
130. ↑  Beevor 2006. p. 126. The author maintains that "They [Nationalists] had also secured 50,000 men from the badly trained and poorly equipped metropolitan army", an unsourced claim which is chiefly responsible for difference versus scientific studies
131. ↑  James Matthews, Our Red Soldiers': The Nationalist Army's Management of its Left-Wing Conscripts in the Spanish Civil War 1936–9, [in:] Journal of Contemporary History 45/2 (2010), p. 342
132. ↑  Payne (1970), pp. 329–330
133. ↑  Payne (2012), p. 188
134. ↑  following the Battle of Ebro the Nationalists have established that only 47% of Republican POWs taken were in age corresponding to the Nationalist conscription age; 43% were older and 10% were younger, Payne, Stanley G., The Spanish civil War, the Soviet Union, and communism, Yale University Press, 2008, p. 269
135. ↑  Payne (2012), p. 299
136. ↑  Payne (1970), p. 360
137. ↑  Payne (1987), p. 244
138. ↑  Ruiz, Julius. "A Spanish genocide? Reflections on the Francoist repression after the Spanish Civil War." Contemporary European History 14, no. 2 (2005): 171-191, pg 178
139. ↑  Matthews, James. Reluctant warriors: Republican popular army and nationalist army conscripts in the Spanish Civil War, 1936-1939. Oxford University Press, 2012, pgs 203-204
140. ↑  Matthews, James. Reluctant warriors: Republican popular army and nationalist army conscripts in the Spanish Civil War, 1936-1939. Oxford University Press, 2012, pg 206
141. 1 2  Payne (1970), p. 343
142. ↑  Salas Larrazábal, Ramón (1980), Datos exactos de la Guerra civil, ISBN 978-8430026944, pp. 288–289, also Matthews 2010, p. 346.
143. ↑  Michael Seidman, Quiet Fronts in the Spanish Civil War, [in:] The Historian 61/4 (1999), p. 823
144. ↑  Larrazábal (1980), pp. 288–289; also Matthews 2010, p. 346.
145. ↑  Seidman 1999, p. 823
146. ↑  엔터니 비버, 김원중 역, 스페인 내전[깨진 링크(과거 내용 찾기)], 20세기 모든 이념들의 격전장, 교양인, 2006, ISBN 89-91799-42-6, 620쪽
147. ↑  Hugh Thomas, The Spanish Civil War, (1987), pp. 86–90
148. ↑  Payne, Stanley Franco and Hitler: Spain, Germany, and World, p. 13, 2008 Yale Univ. Press
149. ↑  타임, [www.time.com/time/printout/0,8816,771949,00.html INTERNATIONAL: Peace and Pirates],27 September 1937]
150. ↑  Othen, Christopher. Franco's International Brigades (Reportage Press, 2008) p79
151. ↑  Othen, Christopher. Op cit p102
152. ↑  Robert H Whealey, Hitler and Spain
153. ↑  Antony Beevor, The Spanish Civil War
154. ↑  엔터니 비버(2006), 제 16장 국제 여단
155. ↑  전국역사교사모임, 살아있는 세계사 교과서2, 휴머니스트, 2007, 195쪽
156. ↑  Academy of Sciences of the USSR, International Solidarity with the Spanish Republic, 1936-1939 (Moscow: Progress, 1974), 329-30
157. ↑  Arms for Spain Gerald Howson
158. ↑  타임지, RUSSIA: Loud Pedal 보관됨 2009-09-16 - 웨이백 머신, Monday, Nov. 21, 1938
159. ↑  Operation X
160. ↑  이하 별도의 출처가 없는 내용은 엔터니 비버의 《스페인 내전》을 참고한 것이다.
161. ↑  "Nazi Germany and Francoist Spain" by Christian Leitz, pp. 127–150, Spain and the Great Powers in the 20th Century Routledge, New York, 1999, edited by Sebastian Balfour and Paul Preston.
162. ↑  Thomas, p. 820-821
163. ↑  Das Münchner Abkommen
164. ↑  Professor Hilton (2005-10-27). "Spain: Repression under Franco after the Civil War". Cgi.stanford.edu. http://cgi.stanford.edu/group/wais/cgi-bin/index.php?p=1843 보관됨 2008-12-07 - 웨이백 머신. Retrieved 2009-06-24.
165. ↑  Professor Hilton (2005-10-27). "Spain: Repression under Franco after the Civil War". Cgi.stanford.edu. Retrieved 2009-06-24.
166. ↑  가디언,Spain torn on tribute to victims of Franco, Monday 1 December 2003 03.14 GMT
167. ↑  Beevor, Antony. The Battle for Spain; The Spanish Civil War 1936-1939. Penguin Books. 2006. London. p.405
168. ↑  BBC,Spanish Civil War fighters look back
169. ↑  스페인 프랑코시대 대규모 유아유괴 수사
170. ↑  기 리샤르, 전혜정 역, 사람은 왜 옮겨다니며 살았나, 에디터, 2006, 171 - 175쪽

## 참고 자료
- 엔터니 비버, 김원중 역, 스페인 내전, 20세기 모든 이념들의 격전장, 교양인, 2006, ISBN 89-91799-42-6
- 이강혁, 스페인역사 100장면, 가람기획, 2006, ISBN 10-8984351474
- Alpert, Michael (2004). A New International History of the Spanish Civil War. Basingstoke: Palgrave Macmillan. ISBN 1-4039-1171-1. OCLC 155897766.
- Beevor, Antony (2006). The Battle for Spain: The Spanish Civil War 1936–1939. London: Weidenfeld & Nicolson. ISBN 978-0-297-84832-5. OCLC 185382508.
- Doyle, Bob (2006). Brigadista – an Irishman's fight against fascism. Dublin: Currach Press. ISBN 1-85607-939-2. OCLC 71752897.
- Francis, Hywel (2006). Miners against Fascism: Wales and the Spanish Civil War. Pontypool, Wales (NP4 7AG): Warren and Pell.
- Graham, Helen (2002). The Spanish republic at war, 1936–1939. Cambridge: Cambridge University Press. ISBN 0-521-45932-X. OCLC 231983673.
- Greening, Edwin (2006). From Aberdare to Albacete: A Welsh International Brigader's Memoir of His Life. Pontypool, Wales (NP4 7AG): Warren and Pell.
- Kowalsky, Daniel (2004). La Union Sovietica y la Guerra Civil Espanola. Barcelona: Critica. ISBN 84-8432-490-7. OCLC 255243139.
- O'Riordan, Michael (2005). The Connolly Column. Pontypool, Wales (NP4 7AG): Warren and Pell.
- Othen, Christopher (2008). Franco's International Brigades: Foreign Volunteers and Fascist Dictators in the Spanish Civil War. London: Reportage Press.
- Payne, Stanley (2004). The Spanish Civil War, the Soviet Union, and Communism. New Haven; London: Yale University Press. ISBN 0-300-10068-X. OCLC 186010979.
- Prasad, Devi (2005). War is a Crime Against Humanity: The Story of War Resisters' International. London: War Resisters' International, wri-irg.org. ISBN 0-903517-20-5. OCLC 255207524.
- Preston, Paul (2007). The Spanish Civil War: Reaction, Revolution, and Revenge. New York: W. W. Norton and Company. ISBN 0-393-32987-9.
- Radosh, Ronald; Mary Habeck, Grigory Sevostianov (2001). Spain betrayed: the Soviet Union in the Spanish Civil War. New Haven and London: Yale University Press. ISBN 0-300-08981-3. OCLC 186413320.
- Wheeler, George; Jack Jones (foreword), David Leach (editor) (2003). To Make the People Smile Again: a Memoir of the Spanish Civil War. Newcastle upon Tyne: Zymurgy Publishing. ISBN 1-903506-07-7. OCLC 231998540.
- Williams, Alun Menai (2004). From the Rhondda to the Ebro: The Story of a Young Life. Pontypool, Wales: Warren & Pell.